# Wanne-Eickel

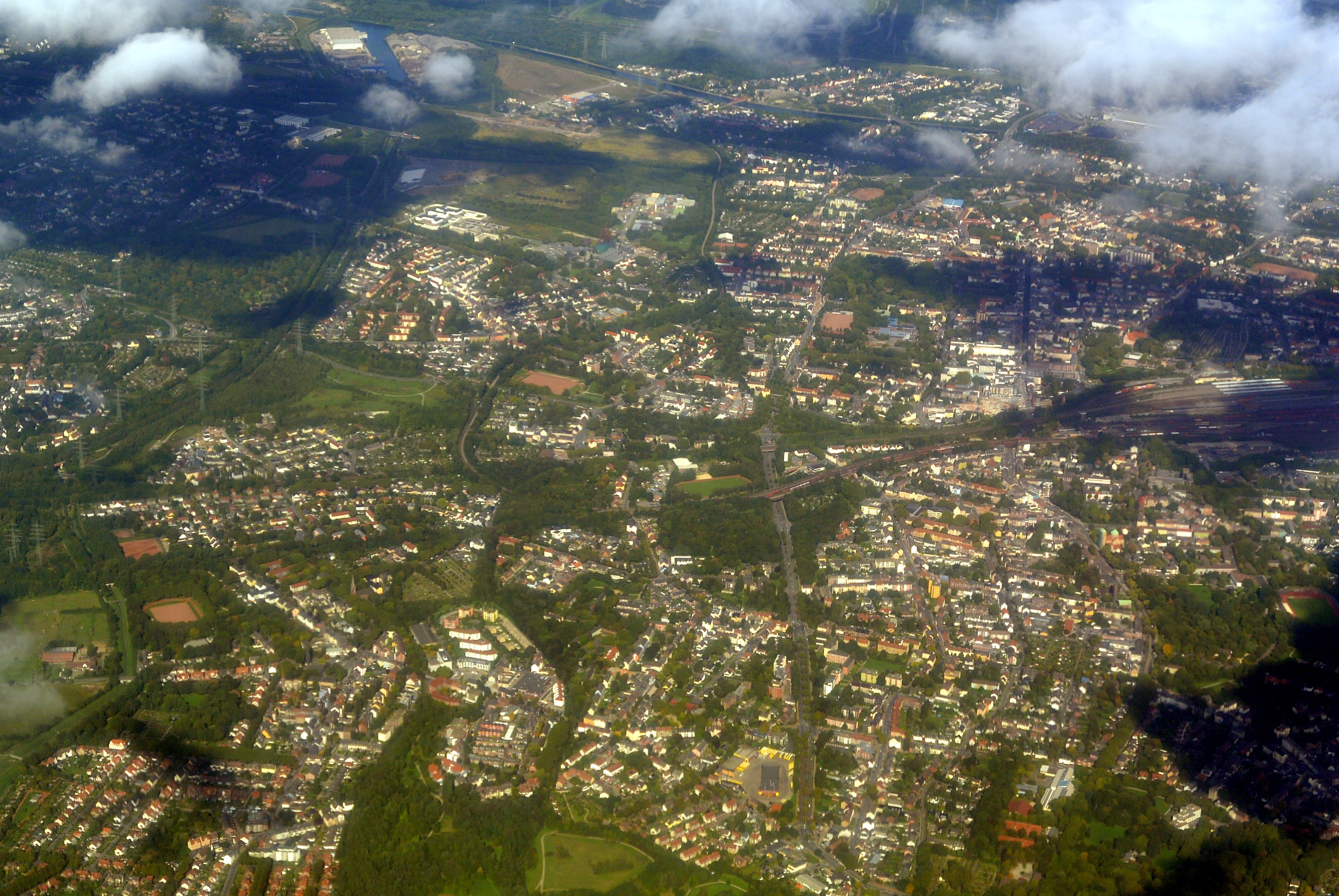
Luftbild von Wanne-Eickel

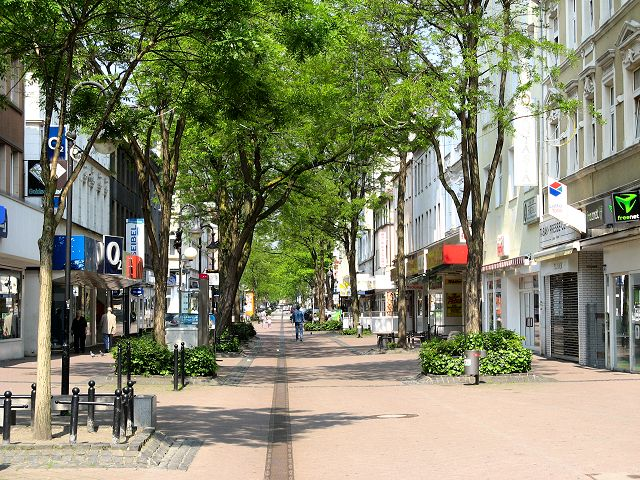
Fußgängerzone in der Wanner Hauptstraße

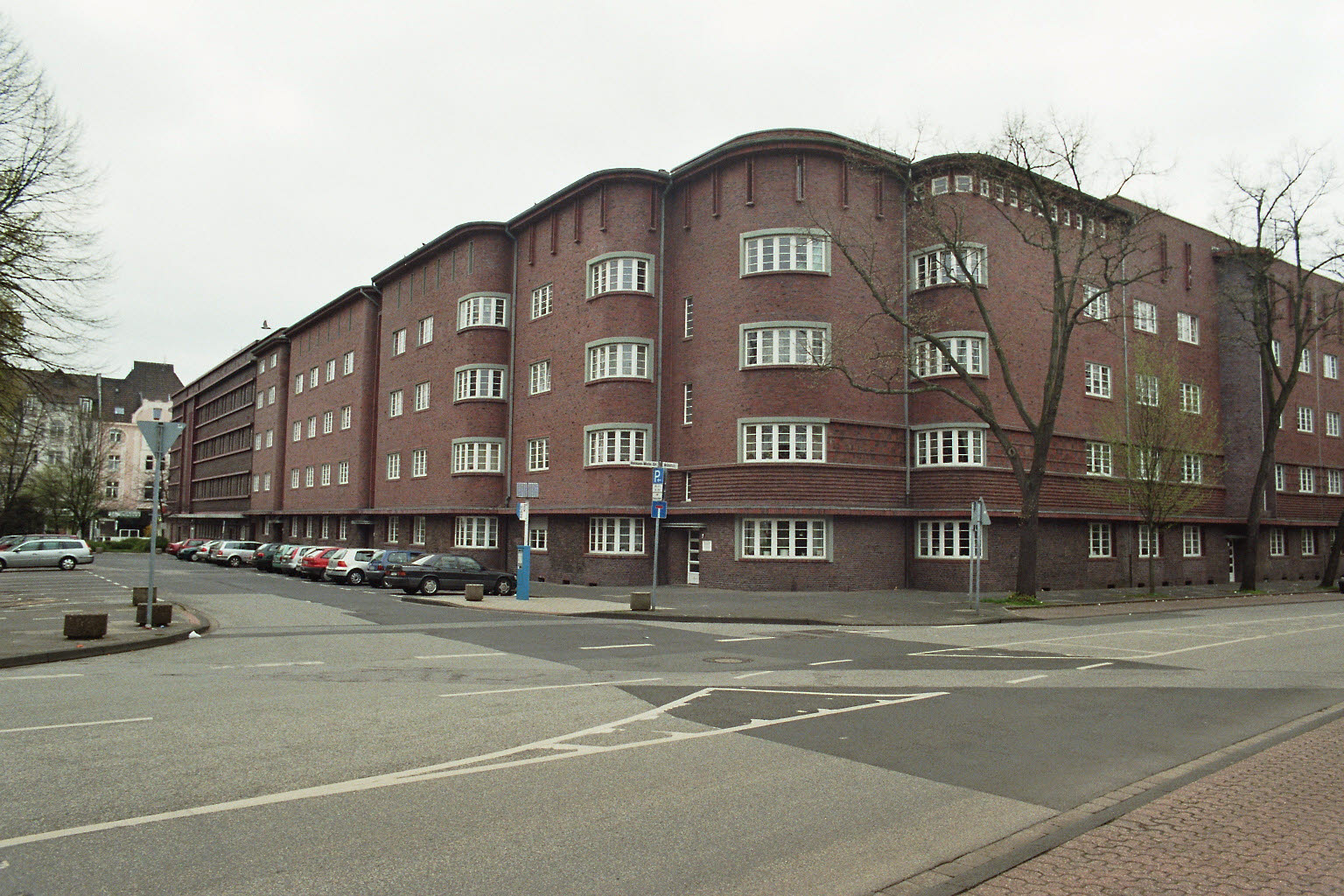
Häuserzeile im Bauhaus-Stil in der Nähe des Hauptbahnhofs von Wanne-Eickel

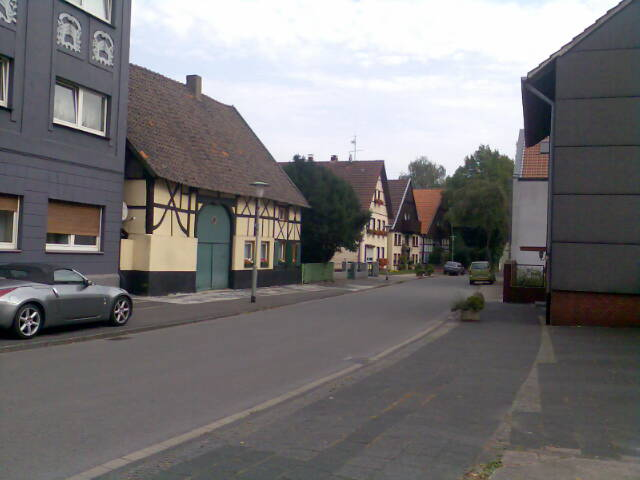
Die Straße Alt Crange mit Häusern der ehemaligen Freiheit

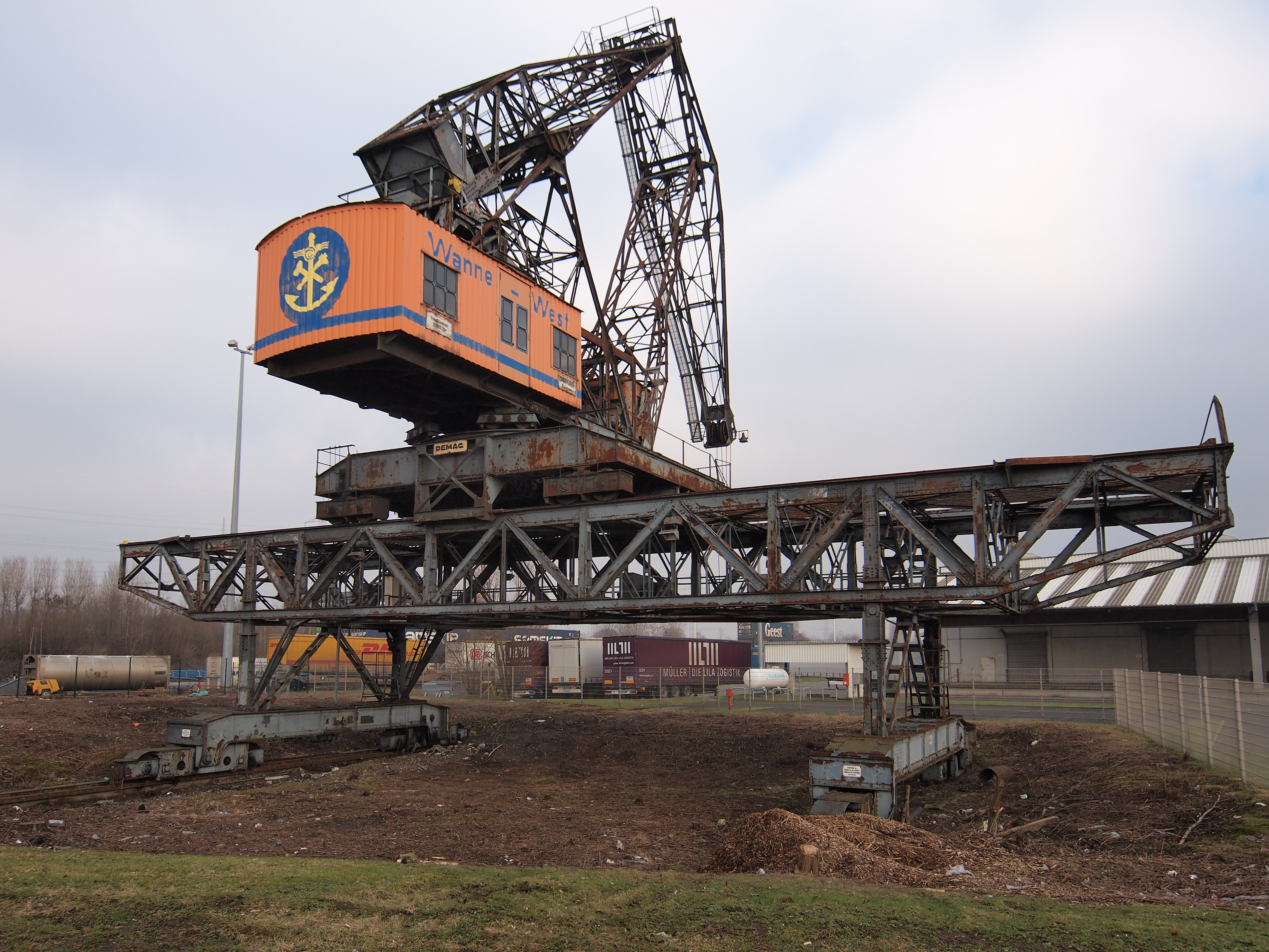
Ehemaliger Hafenkran Krummer Hund

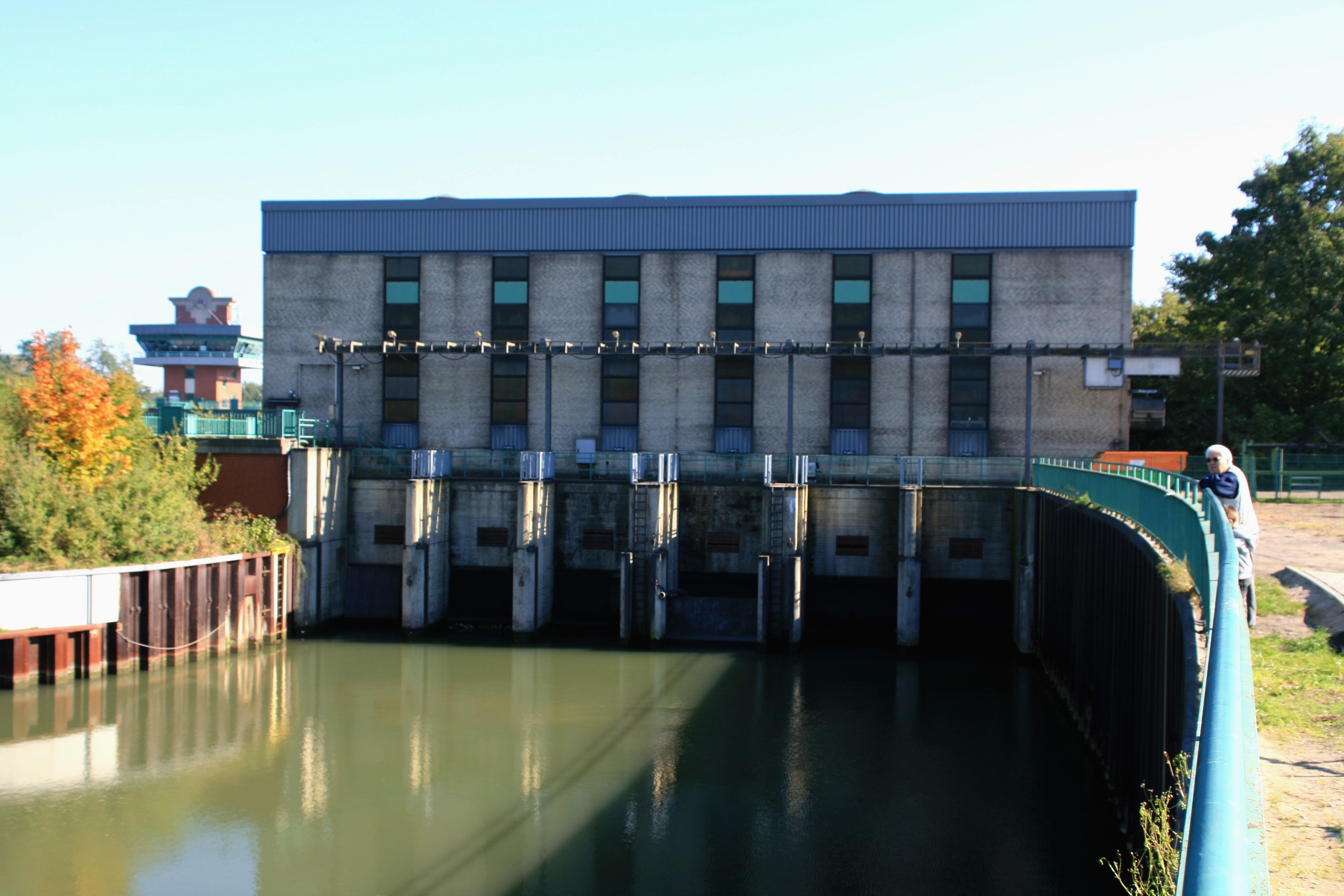
Pumpwerk am Rhein-Herne-Kanal

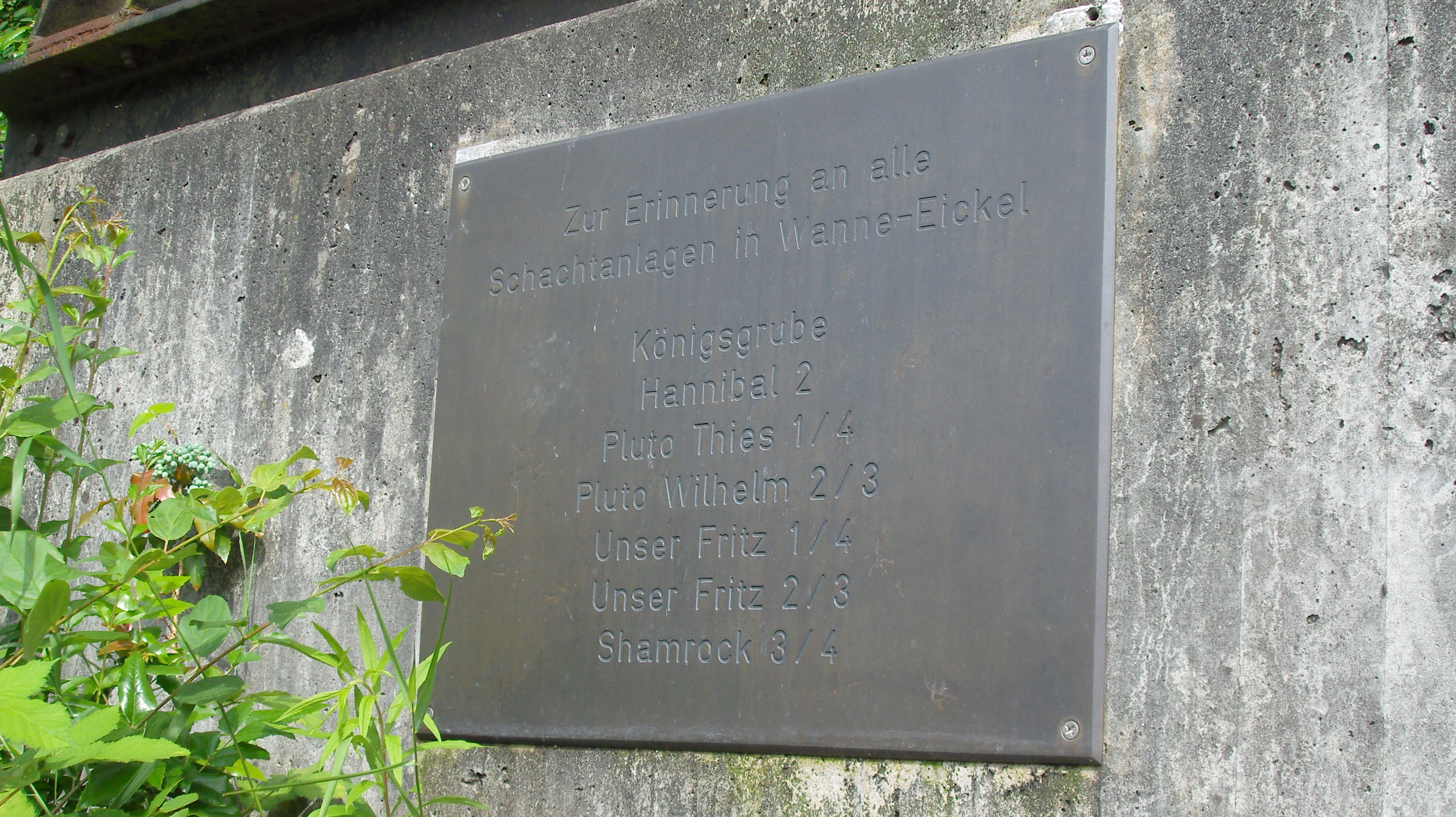
Tafel zur Erinnerung an die ehemaligen Zechen in Wanne-Eickel

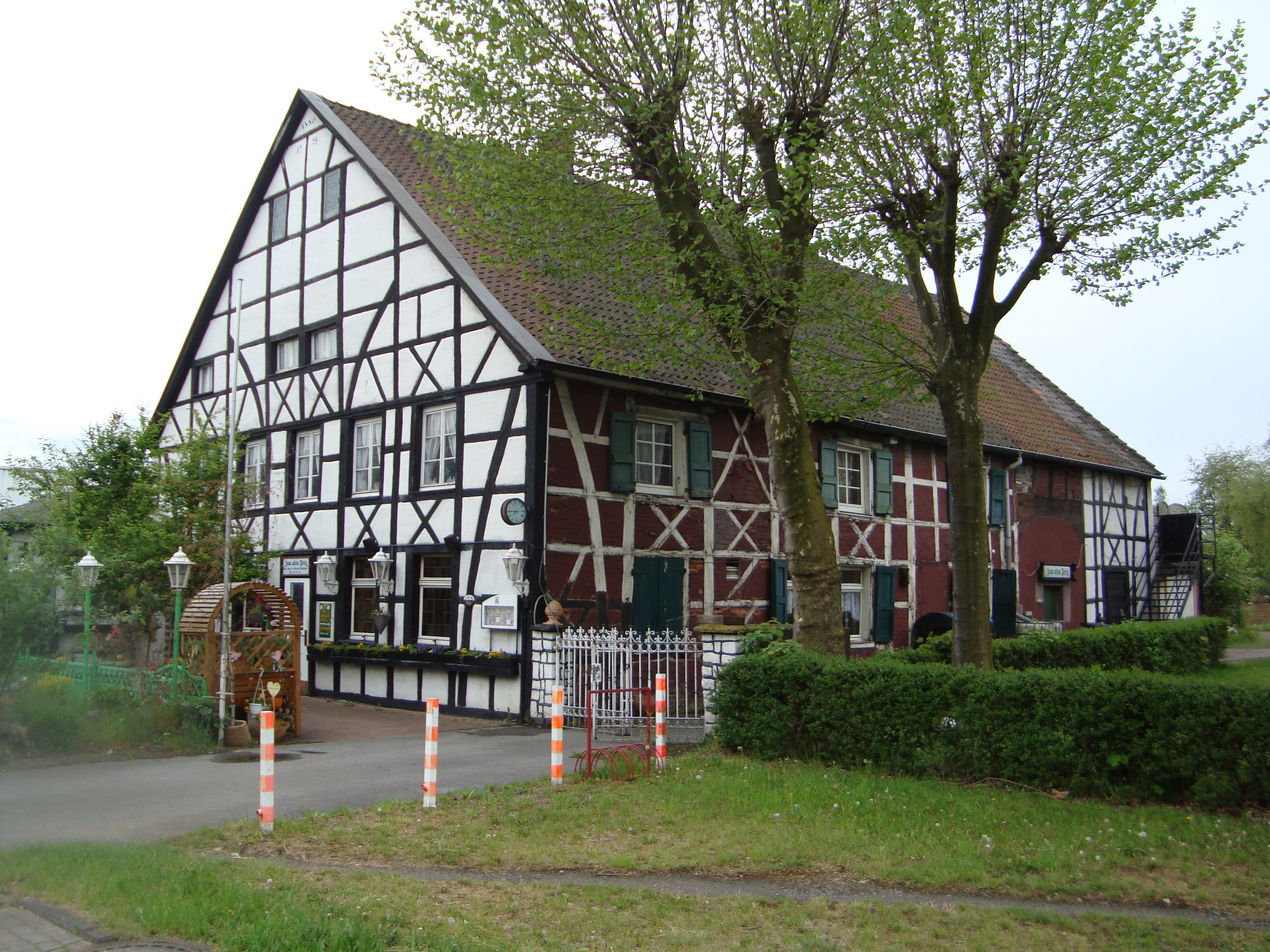
Gaststätte Zum alten Fritz, Baujahr 1775, ältestes Baudenkmal am Gahlenschen Kohlenweg

Wanne-Eickel war eine kreisfreie Stadt im nördlichen Ruhrgebiet, die in dieser Form von 1926 bis 1974 existierte. Im Rahmen des Ruhrgebiet-Gesetzes  wurde sie mit Wirkung zum 1. Januar 1975 mit der kreisfreien Stadt Herne zusammengeschlossen. Die Kreisfreiheit erhielt Wanne-Eickel 1926 als Stadtkreis, von 1955 bis 1970 war sie Großstadt. Bis zum Zusammenschluss mit Herne hatte Wanne-Eickel die größte statistische Bevölkerungsdichte aller deutschen Städte; auf einer Fläche von 21,31 km² betrug diese im Dezember 1965 etwa 5100 Einwohner je km².
Das Wappen der Stadt Wanne-Eickel wurde in leicht veränderter Form das der neuen Stadt Herne. Auch die Stadtfarben Gold-Schwarz-Gold wurden übernommen. Das alte Kfz-Kennzeichen WAN kann seit Dezember 2012 in Zusammenhang mit der Kennzeichenliberalisierung wieder zugeteilt werden.
Die Entwicklung von Wanne-Eickel war eng mit dem Bergbau verbunden, der das Wachstum entscheidend beeinflusste. Über das ehemalige Stadtgebiet waren insgesamt 20 Schachtanlagen der Zechen Königsgrube, Hannibal, Pluto Thies/Pluto Wilhelm, Unser Fritz und Shamrock verteilt. Die Kohleförderung dauerte von 1856 bis 1993, mehrere Industriedenkmäler erinnern an diese Zeit.

## Geschichte
Der mittelalterlich bedeutendere Teil der späteren Doppelstadt war das südlich gelegene Eickel, welches als Eclo im Frühmittelalter erstmals Erwähnung fand. Anfang des 14. Jahrhunderts wurde im Ort die erste Kirche genannt. Die größte Siedlung im Nordteil der späteren Stadt trug den Namen Bickern. Ein weiterer historischer Ortsteil ist Crange, das 1484 zu einer Freiheit erhoben wurde und einen Pferdemarkt abhalten durfte. Aus diesem Markt entwickelte sich die auch überregional bekannte Cranger Kirmes. Diese drei Orte wurden zum 1. August 1875 unter Einbeziehung der Orte Holsterhausen und Röhlinghausen zum Amt Wanne im Kreis Bochum vereinigt. Zuvor gehörten die genannten Orte zum Amt Herne.
Bei dem Namen Wanne für das neue Amt handelt es sich nach neuesten Forschungen um eine alte Bezeichnung einer Wanne/Wande/Wende/Kehre des dort verlaufenen Mühlenbachs, welcher allerdings bereits für das 9. Jahrhundert als villa Wanomhana als eine Unterbauerschaft von Bickern belegt ist. Der Name war eine Kompromisslösung anlässlich der Benennung des gemeinsamen Bahnhofs an der 1847 eröffneten Köln-Mindener Eisenbahn. Dieser Bahnhof entwickelte sich zum größten Rangierbahnhof des mittleren Ruhrgebiets, der übrigens als einziger im Ruhrgebiet alle vier Betriebsarten vereinte: Neben der erwähnten Funktion als Rangierbahnhof war er auch Heimatbahnhof für über 300 Lokomotiven und Triebfahrzeuge, Güterbahnhof und Passagierbahnhof. Heute noch besitzt er als Hauptbahnhof die verkehrlich wichtige Bedeutung als Kreuzung der Ost-West-Verbindung Dortmund – Oberhausen mit der Nord-Süd-Verbindung Münster – Essen.
Mit der raschen Industrialisierung in der zweiten Hälfte des 19. Jahrhunderts wuchsen die Siedlungen beträchtlich. 1885 kam das Amt Wanne zum neuen Landkreis Gelsenkirchen, und 1897 übernahm die Gemeinde Bickern den Namen „Wanne“ von ihrem Amt. 1891 wurde das Amt Wanne geteilt, es entstand das neue Amt Eickel mit den Gemeinden Eickel und Holsterhausen. Im Amt Wanne verblieben die Gemeinden Wanne (ehemals Bickern), Crange und Röhlinghausen. 1905 wurde Crange nach Wanne und 1910 Holsterhausen nach Eickel eingemeindet. Das Amt Eickel bestand sodann nur noch aus einer Gemeinde, während zum Amt Wanne nach wie vor auch die Gemeinde Röhlinghausen gehörte.
Am 1. April 1926 wurden die beiden Ämter Wanne und Eickel zur kreisfreien Stadt Wanne-Eickel vereinigt. Im Zweiten Weltkrieg wurde Wanne-Eickel – einerseits aufgrund seines großen Bahnhofs, der einen Knotenpunkt für die Versorgung der Westfront bildete, andererseits wegen der Herstellung von synthetischem Benzin in den Krupp Treibstoffwerken in Eickel – durch alliierte Bombenangriffe stark zerstört. Nach dem Zweiten Weltkrieg stieg die Einwohnerzahl stark an, so dass Wanne-Eickel 1955 zur Großstadt wurde. Wanne-Eickel bestand als selbständige Stadt nicht einmal 50 Jahre. Übergeordnete Planungen im Zuge der Gemeindegebietsreform sahen vor, Wanne-Eickel sowie auch das damalige Herne als nurmehr äußere Stadtteile nach Bochum einzugemeinden. Um einer solchen Herabstufung zu entgehen, entschieden sich die beiden ungefähr gleich großen Städte stattdessen, selbst miteinander fusionieren zu wollen. Der Gesetzgeber kam diesem Wunsch mit § 4 Ruhrgebiet-Gesetz nach, und so entstand zum 1. Januar 1975 die neue Stadt Herne. Dadurch ging allerdings die feste Einheit „Wanne-Eickel“ wieder entzwei, denn Wanne und Eickel stellten fortan zwei der insgesamt vier Stadtbezirke von Herne dar. Im ehemals eigenen Stadtgebiet wird die Bezeichnung „Wanne-Eickel“ bis heute trotzdem weitergepflegt, auch in der ganzen Region ist sie noch bekannt. Ebenso hat die Deutsche Bahn AG den Namen „Wanne-Eickel Hbf“ beibehalten. 2003 plante das Unternehmen die Umbenennung in Herne-Wanne oder Herne Hauptbahnhof. Diese Überlegungen stießen jedoch in Wanne-Eickel auf großen Widerstand, so dass sich auch die Kommunalpolitiker in Herne damit befassten.

## Wirtschaft und Infrastruktur

### Wirtschaftszweige
Neben dem lange Zeit wichtigsten Wirtschaftszweig der Stadt, dem Bergbau, kam der Brotherstellung eine bedeutende Rolle in der Wirtschaftsgeschichte Wanne-Eickels zu. Die Bäcker- und Konditoreninnung der beiden Ämter Wanne und Eickel hatte bereits im Jahre 1907 so viele Mitglieder, dass sie für diese eine eigene Krankenkasse bildete. Vor dem Zweiten Weltkrieg belegte Wanne-Eickel bezogen auf die Höhe der Einwohnerzahl deutschlandweit den vierten Rang in der Brotproduktion. Zu dieser Zeit wurde Wanne-Eickel tatsächlich mit dem Attribut Stadt des Brotes bezeichnet.
Ein weiterer bekannter Wirtschaftszweig war die Bierproduktion des Eickel Pils der Brauerei Hülsmann. Diese schloss 1992; im Gebäude der ehemaligen Brauerei befinden sich heute die Kneipe Hülsmann sowie im ehemaligen Sud- und Treberhaus mehrere Verwaltungsstellen der Stadt Herne.
Durch das Sol- und Thermalbad Wilhelmsquelle war Wanne-Eickel von 1921 bis in die 1950er Jahre ein Kurort. 1953 zählte Wanne-Eickel 5545 Kurgäste.

## Verkehr
Auf dem Gebiet der ehemaligen Stadt Wanne-Eickel gibt es folgende wichtige Verkehrsverbindungen:

### Eisenbahnen
Der für Wanne-Eickel wichtige Güterverkehr wird auf Strecken der Deutschen Bahn, der Wanne-Herner Eisenbahn und der RBH Logistics abgewickelt. Die letzten beiden schließen überwiegend die Industriebetriebe, wie das Güterverkehrszentrum im Wanner Westhafen, die Evonik Industries sowie die Kohlenmischanlage der DSK am Hbf Wanne-Eickel an.

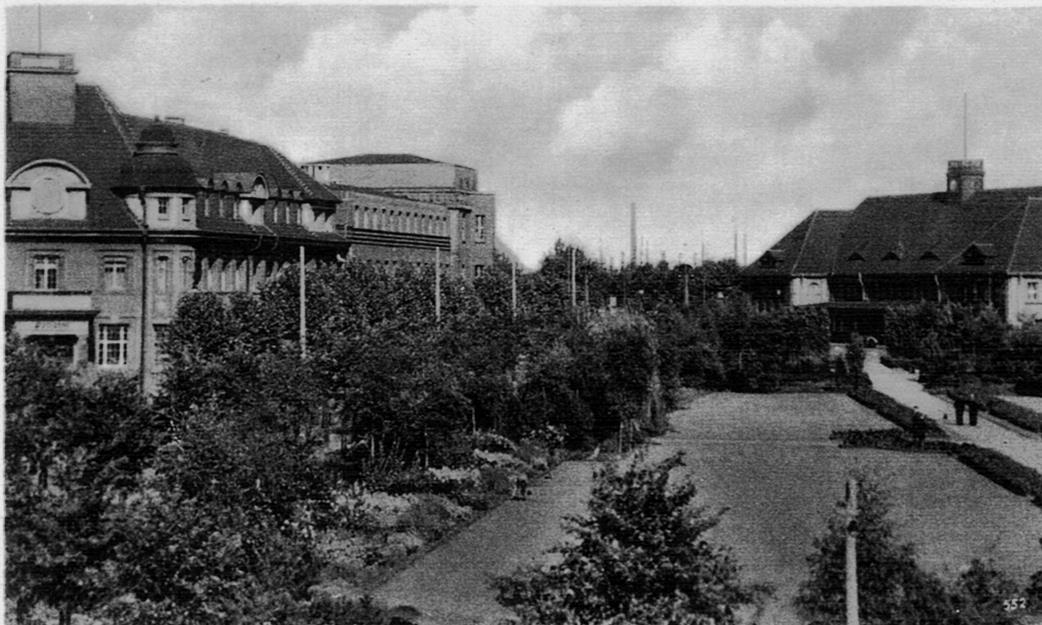
Blick Richtung Post und Hauptbahnhof (1941)

Zu den Strecken im Gebiet um Wanne-Eickel siehe hier. Im Stadtgebiet gab es ehemals vier Haltepunkte bzw. Bahnhöfe, von denen nur noch
- Wanne-Eickel Hbf

im Personenverkehr erhalten geblieben ist.
- Der Haltepunkt Röhlinghausen an der Salzstrecke zwischen Bochum-Riemke und Wanne-Eickel (Strecke 2154) wurde seit 1893 betrieben. Das Stationsgebäude ist nach Zerstörung im Zweiten Weltkrieg nicht wieder aufgebaut worden.[10] 1950 wurde der Haltepunkt in Wanne-Röhlinghausen umbenannt. Der Personenzugverkehr wurde 1960 etwa mit Schließung der Zeche Königsgrube eingestellt.
- Der Haltepunkt Hordel-Eickel an gleicher Strecke wurde schon 1886 in Betrieb genommen. Das erste Bahnhofsgebäude hatte ehemals in Oberhausen gestanden und wurde nach Eickel transloziert. Wegen Bergsenkungen wurde die Bahnstrecke gehoben und das alte Bahnhofsgebäude durch ein modernes Gebäude ersetzt.[11] 1950 wurde der Haltepunkt in Wanne-Eickel Süd umbenannt. Der Personenzugverkehr endete 1960.
- Der Haltepunkt Unser Fritz zwischen Wanne-Eickel und Gelsenkirchen-Bismarck (Fortführung Richtung Dorsten) wurde 1891 in Betrieb genommen. Die Station erhielt 1914 den Namen Wanne-Unser Fritz. Die Bedienung im Personenverkehr wurde 1983 aufgegeben.

### Straßenbahn

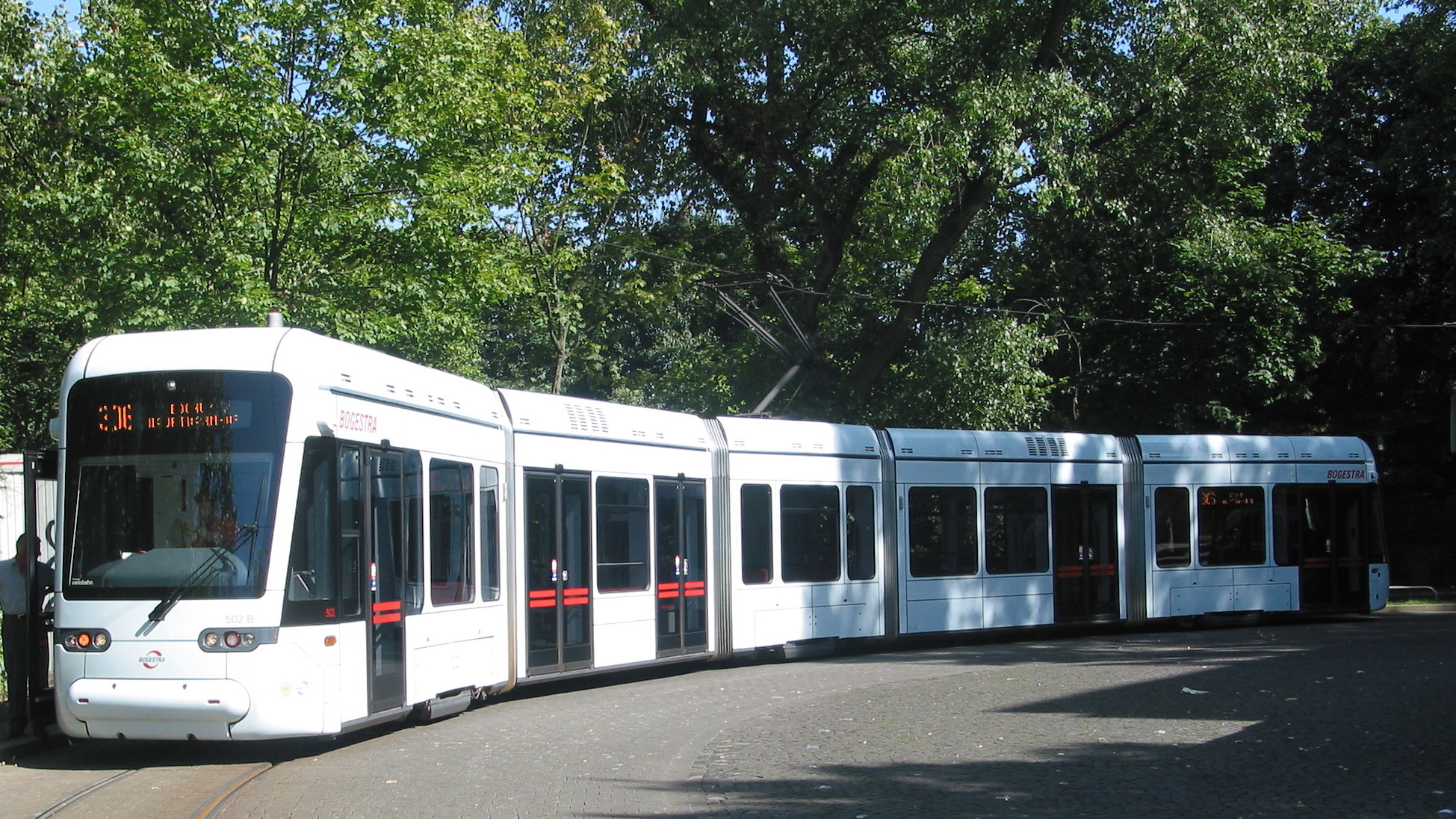
Linie 306
Hauptbahnhof (Wendeschleife)

Heute bestehen nur noch zwei Straßenbahnlinien; die Linie 306 der Bochum-Gelsenkirchener Straßenbahnen AG (BOGESTRA) verbindet die Hauptbahnhöfe von Wanne-Eickel und Bochum und eine seit Dezember 2019 nur werktags verkehrende Linie 316, die den gesamten Linienweg der Linie 306 nutzt, aber über dem Bochumer Hauptbahnhof hinaus nach Bochum-Gerthe fährt. Bis in die 1950er Jahre gab es die Linie 4 der BOGESTRA vom Hauptbahnhof über Gelsenkirchen nach Essen-Steele und die Linie 1 der Vestischen vom Hauptbahnhof nach Herten.

### Straßen und Plätze
Bereits im 17. Jahrhundert gab es Fuhrleute im Amt Bochum, die den Kohlentransport von den Abbaugebieten der Grafschaft Mark zur Lippe bzw. bis zum Rhein übernahmen. Da die Pläne, die Emscher schiffbar zu machen, scheiterten, wurde 1763 der Gahlener Kohlenweg angelegt. Von Bochum-Hamme über Eickel, Holsterhausen, Crange und Unser Fritz weiter nach Gelsenkirchen-Bismarck durchquerte diese Handelsstraße das Gebiet von Wanne-Eickel auf einer Länge von etwa 8 km. Entlang der Strecke wurden einige zum Teil noch heute vorhandene Bauwerke errichtet. Auf der Grenze nach Bochum befindet sich die ehemalige Gaststätte „Löns Mühle“, auf deren Wiesen es eine Pferderennbahn gegeben hat; auf der Mitte des Handelswegs befindet sich der ehemalige „Schlenkhoffsche Kotten“, die Gaststätte Zum alten Fritz; an der Grenze nach Gelsenkirchen gibt es die Fleuthebrücke. Die 1937 errichtete Reichsstraße 226 und heutige B 226 ist in ihrem Verlauf mit dem Kohlenweg in Wanne-Eickel nahezu identisch. Die heutige Hauptstraße, der Communicationsweg im Gemeinde-Atlas Eickel von 1923, ist auch schon auf der Karte von 1842 erkennbar. Ein Wanner Teil davon wurde als „Renne“ bezeichnet.

#### Autobahnen
Die A 42 wurde im Gebiet von Wanne-Eickel zwischen den Anschlussstellen Herne Baukau (22) und Gelsenkirchen-Bismarck (18) von 1968 bis 1971 fertiggestellt. Anfangs noch als Landesstraße freigegeben, wurde sie im Zuge der Baumaßnahme zur Autobahn hochgestuft. In ihrem Verlauf befinden sich auf Wanne-Eickeler Gebiet die Anschlussstellen Herne-Wanne (19), Herne-Crange (20) sowie das Autobahnkreuz Herne (21).
Die 1934 eingeführte Reichsstraße 51 und spätere B 51 wurde im Raum Wanne-Eickel 1967 zur A 43 zwischen den Anschlussstellen Recklinghausen-Hochlarmark (13) und Bochum-Riemke (16) ausgebaut. Von der Stadtgrenze Bochum bis etwa zur Unterquerung der Cranger Straße bildet sie die Grenze zu Herne. In ihrem Verlauf befinden sich auf Wanne-Eickeler Gebiet die Anschlussstelle Herne-Eickel (15) sowie das Autobahnkreuz Herne (14).
Die Anschlussstelle Herten (7) der A 2 und Anschlussstelle Bochum-Hamme (33) der A 40 verweisen auf ihren Abfahrtsschildern zwar auf Ortsteile von Wanne-Eickel, die Anschlussstellen sind jedoch ca. 2 km von der Stadtgrenze entfernt. Die Autobahnen durchqueren das Gebiet von Wanne-Eickel nicht.

### Rhein-Herne-Kanal
Die Emscher floss auf dem Gebiet des späteren Wanne-Eickel früher mäanderförmig durch eine Auenlandschaft. Mit dem Bergbau und den einhergehenden Bergsenkungen und Verschmutzung der Emscher wurde diese ab dem späten 19. Jahrhundert begradigt, in eine Betonrinne gefasst und im gesamten Gebiet von Wanne-Eickel um bis zu 600 m nach Norden verlegt. Die „Königliche Kanalbaudirektion“ ließ in den Jahren 1906 bis 1914 den Rhein-Herne-Kanal im ehemaligen Flussbett der Emscher bauen und die Schleuse Wanne-Eickel mit einer Fallhöhe von 8,40 m bauen. Kanal und Schleuse wurden im Laufe der Jahre teilweise ausgebaut, damit größere Schiffe verkehren konnten. Im Westhafen wurden zu Zeiten des Ruhrbergbaus große Mengen von Massengütern wie Steinkohle und Sand verladen. Er wurde später verfüllt; die Massengüter werden heute an der Kaimauer des Kanals verladen. Auf dem verfüllten Hafenbecken wurde ein Güterverkehrszentrum gebaut.
Der Osthafen wird für die Verladung von Schrott genutzt. Beide Häfen und das Güterverkehrszentrum werden von der Wanne-Herner Eisenbahn und Hafen betrieben.

## Einwohnerentwicklung

Einwohnerentwicklung von Wanne-Eickel von 1871 bis 1974. Bis 1933 werden die damalig selbstständigen Orte Wanne, Eickel und Röhlinghausen getrennt farbig dargestellt (aufaddierte Flächen). Ab 1933 wird die damalige Stadt Wanne-Eickel blau dargestellt

Im Jahr 1926 schlossen sich die Gemeinden Wanne (40.000 Einwohner), Eickel (35.000 Einwohner) und Röhlinghausen (15.000 Einwohner) zur Stadt Wanne-Eickel mit rund 90.000 Einwohnern zusammen. 1955 überschritt die Einwohnerzahl der Stadt die Grenze von 100.000, wodurch sie zur Großstadt wurde. 1965 erreichte die Bevölkerungszahl von Wanne-Eickel mit rund 110.000 ihren historischen Höchststand (die Stadt zählte zu diesem Zeitpunkt mehr Einwohner als Herne). Seitdem nimmt die Einwohnerzahl wieder ab. Großstadt blieb Wanne-Eickel noch bis Anfang 1970. Bis 2001 sank die Zahl auf 80.218 Einwohner ab. Heute (Stand: 31. Dezember 2016) leben nur noch 67.694 Einwohner in den beiden Herner Stadtbezirken.
Die folgende Übersicht zeigt die Einwohnerzahlen nach dem jeweiligen Gebietsstand. Bis 1833 handelt es sich meist um Schätzungen, danach um Volkszählungsergebnisse (¹) oder amtliche Fortschreibungen der jeweiligen Statistischen Ämter beziehungsweise der Stadtverwaltung selbst. Die Angaben beziehen sich ab 1843 auf die „ortsanwesende Bevölkerung“ und ab 1925 auf die Wohnbevölkerung. Vor 1843 wurde die Einwohnerzahl nach uneinheitlichen Erhebungsverfahren ermittelt.
| Jahr               | Wanne  | Eickel | Röhlinghausen |
| ------------------ | ------ | ------ | ------------- |
| 1654               | 150    |        |               |
| 1818               | 790    |        |               |
| 3. Dezember 1843 ¹ | 1.072  |        |               |
| 1. Dezember 1871 ¹ | 4.231  |        |               |
| 2. Dezember 1895 ¹ | 14.384 | 11.821 |               |
| 1. Dezember 1900 ¹ | 23.659 | 16.770 |               |
| 1. Dezember 1905 ¹ | 30.578 | 20.368 | 11.296        |
| 1. Dezember 1910 ¹ | 38.884 | 33.496 | 13.275        |
| 1. Dezember 1916 ¹ | 37.085 | 31.842 | 12.272        |
| 5. Dezember 1917 ¹ | 37.665 | 32.220 | 12.578        |
| 8. Oktober 1919 ¹  | 40.410 | 34.189 | 13.350        |
| 16. Juni 1925 ¹    | 40.236 | 34.470 | 14.249        |

| Jahr                 | Wanne-Eickel |
| -------------------- | ------------ |
| 16. Juni 1933 ¹      | 92.269       |
| 17. Mai 1939 ¹       | 86.680       |
| 31. Dezember 1945    | 69.036       |
| 29. Oktober 1946 ¹   | 73.756       |
| 13. September 1950 ¹ | 86.537       |
| 25. September 1956 ¹ | 101.758      |
| 6. Juni 1961 ¹       | 107.197      |
| 31. Dezember 1965    | 109.502      |
| 27. Mai 1970 ¹       | 99.156       |
| 31. Dezember 1974    | 92.472       |

¹ Volkszählungsergebnis

## Politik
An der Spitze der später zur Stadt Wanne-Eickel gehörenden Gemeinden standen Anfang des 19. Jahrhunderts die Gemeindevorsteher und Gemeindevertreter. Nach Bildung der Ämter Wanne und Eickel leiteten Amtmänner die Verwaltung. Erst mit Bildung der Stadt Wanne-Eickel 1926 wurde eine Stadtvertretung gewählt. Stadtoberhaupt war danach der Oberbürgermeister, der in der Zeit des Nationalsozialismus von der NSDAP eingesetzt wurde.
Nach dem Zweiten Weltkrieg setzte die Militärregierung der Britischen Besatzungszone einen neuen Oberbürgermeister ein und 1946 führte sie die Kommunalverfassung nach britischem Vorbild ein. Danach gab es einen vom Volk gewählten „Rat der Stadt“, dessen Mitglieder man als „Stadtverordnete“ bezeichnete. Der Rat wählte anfangs aus seiner Mitte den Oberbürgermeister als Vorsitzenden und Repräsentanten der Stadt, der ehrenamtlich tätig war. Des Weiteren wählte der Rat ab 1946 auch einen hauptamtlichen Oberstadtdirektor als Leiter der Stadtverwaltung. Dieses System bestand bis zur Vereinigung mit der Stadt Herne im Jahr 1975.
→ Siehe auch: Ergebnisse der Kommunalwahlen in Wanne-Eickel
Oberbürgermeister
- 1926:–9999 Friedrich Weiberg (DVP) (kommissarischer Bürgermeister)
- 1926–1933: Wilhelm Kiwit (Zentrum) (ab 1929 Oberbürgermeister)
- 1933–1934: Wilhelm Wulf (NSDAP) (kommissarisch)
- 1934–1945: Heinrich Günnewig (NSDAP)
- 1945:–9999 Karl Neuhaus (CDU)
- 1945–1946: Wilhelm Jacobi (SPD)
- 1946:–9999 Wilhelm Heimüller (KPD)
- 1946–1948: Heinrich Weidmann (CDU)
- 1948–1969: Edmund Weber (SPD)
- 1969–1974: Manfred Urbanski (SPD)

Oberstadtdirektoren
- 1946–1947: Wilhelm Jacobi (SPD)
- 1947–1959: Wilhelm Elbers (parteilos)
- 1960–1974: Alfred Hufeld (parteilos)

## Sehenswürdigkeiten
- Christuskirche
- Cranger Kirmes

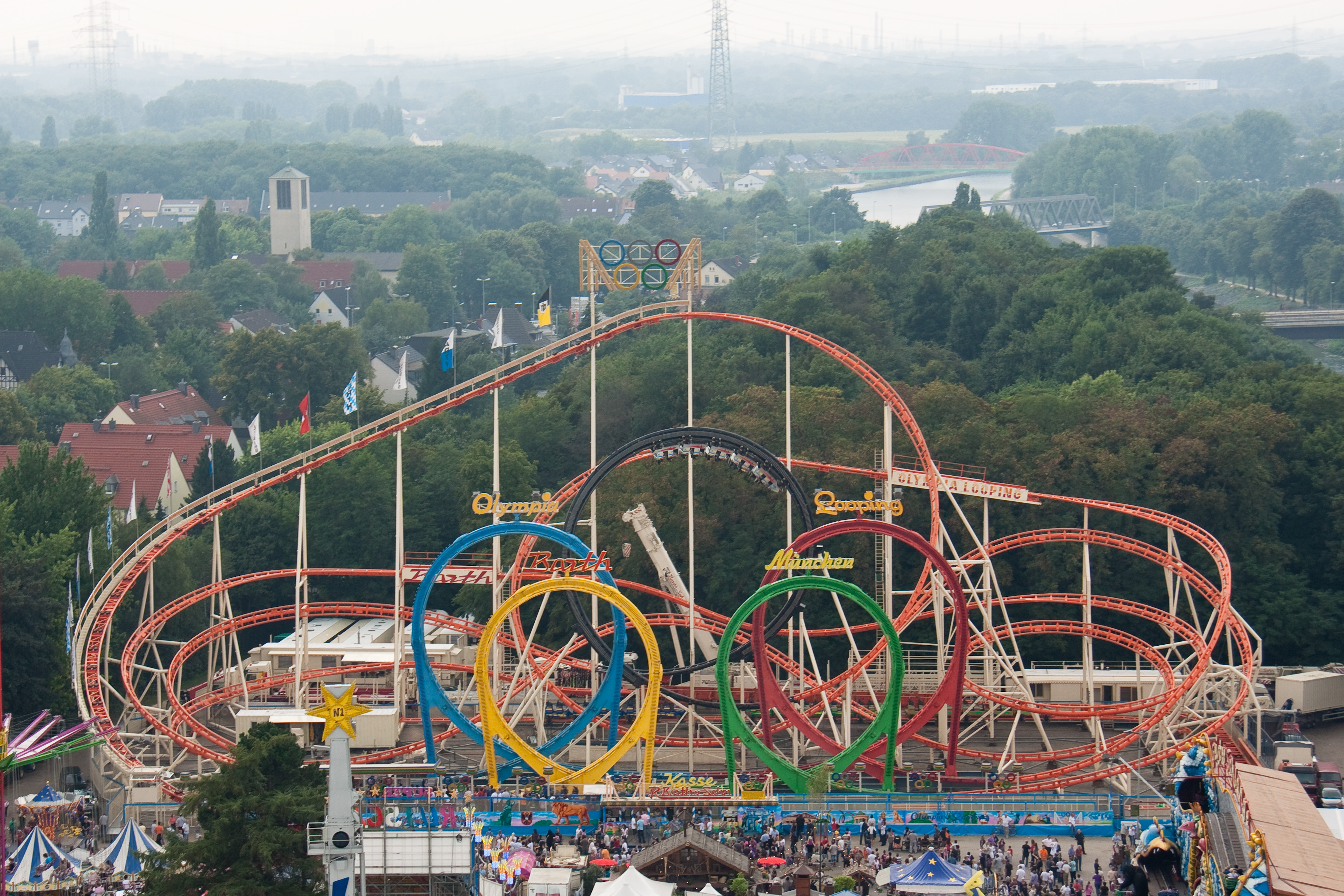
Cranger Kirmes

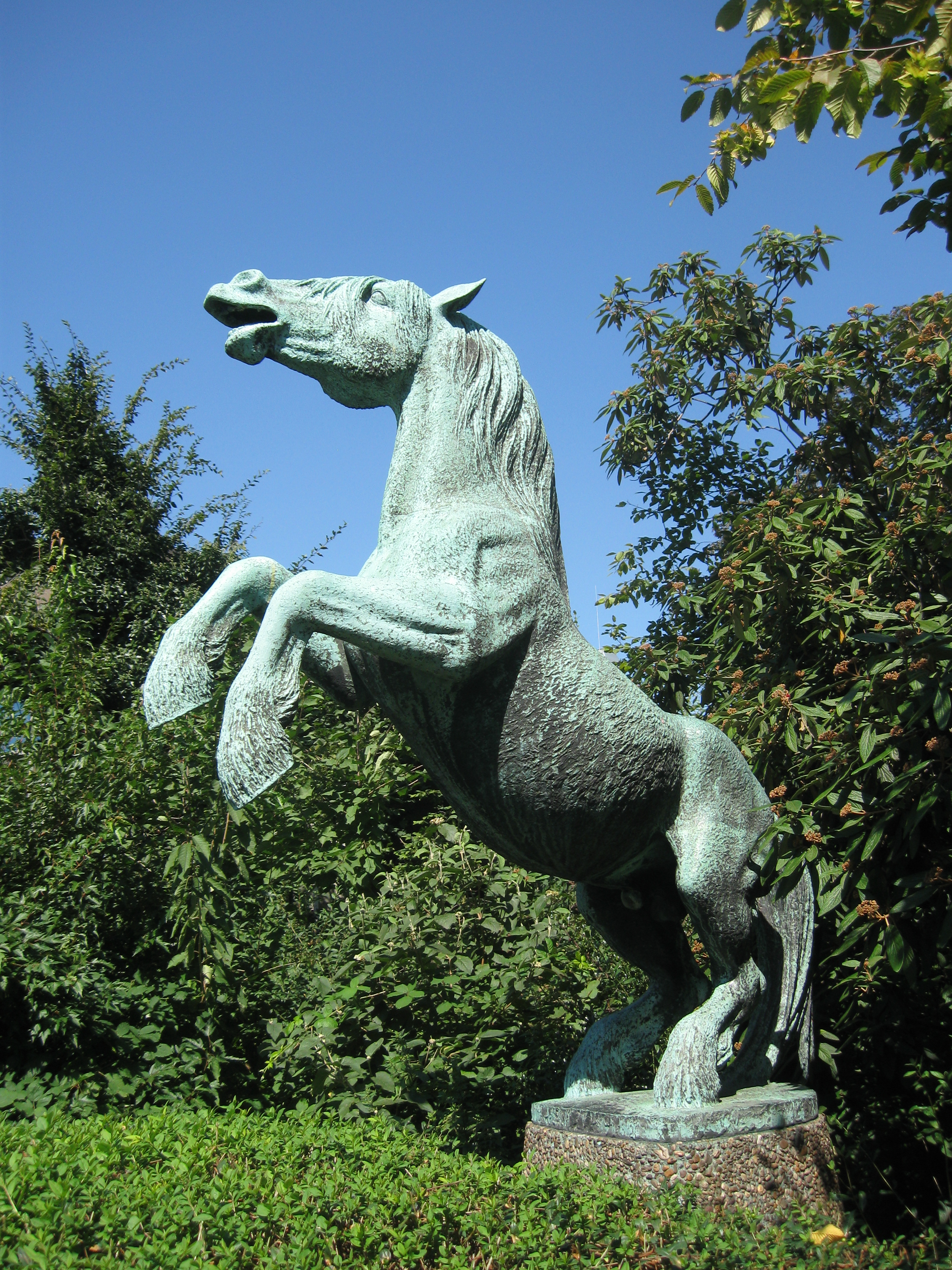
Emscherpferd vor der Flora Marzina

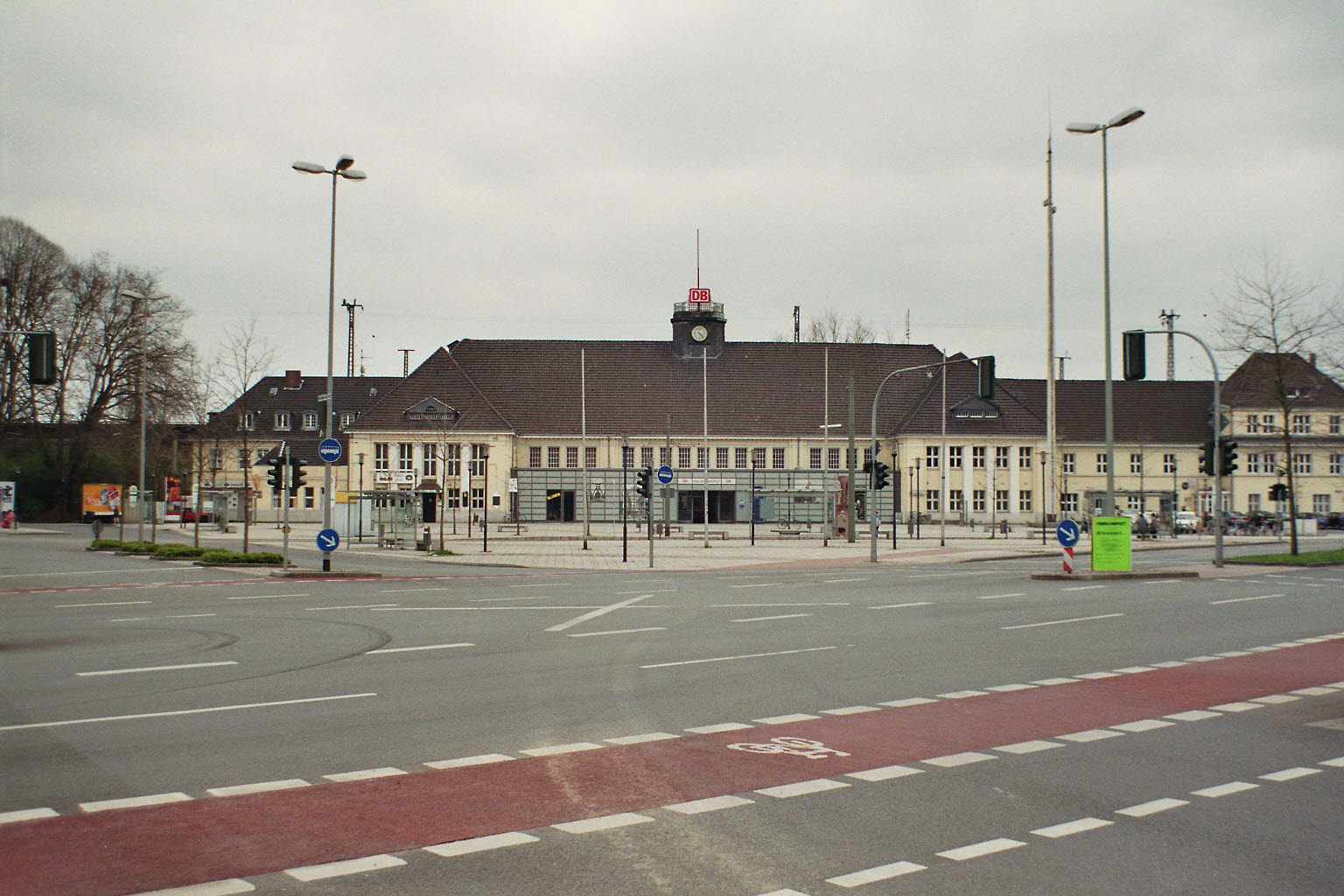
Wanne-Eickel Hauptbahnhof

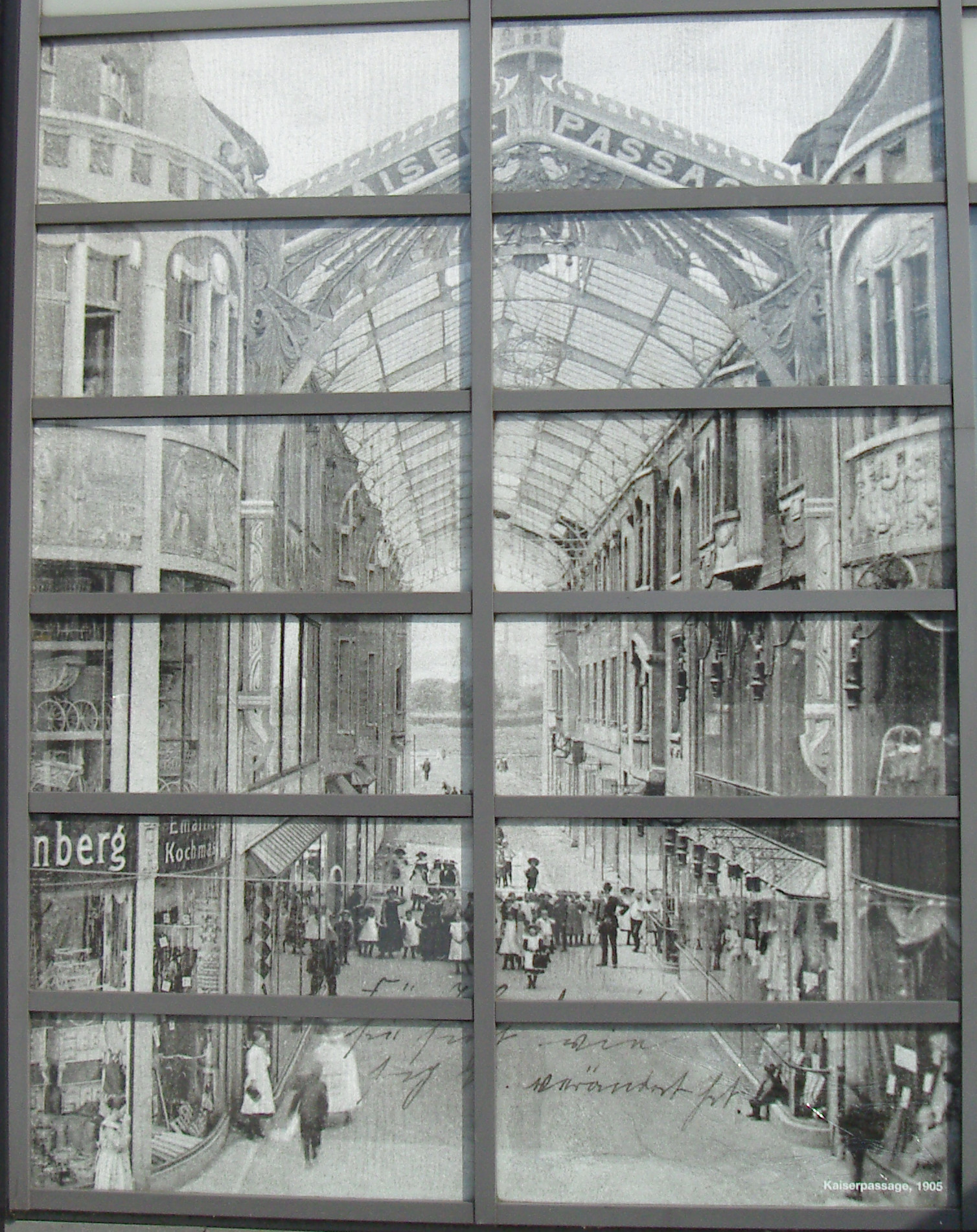
Die ehemalige Kaiserpassage

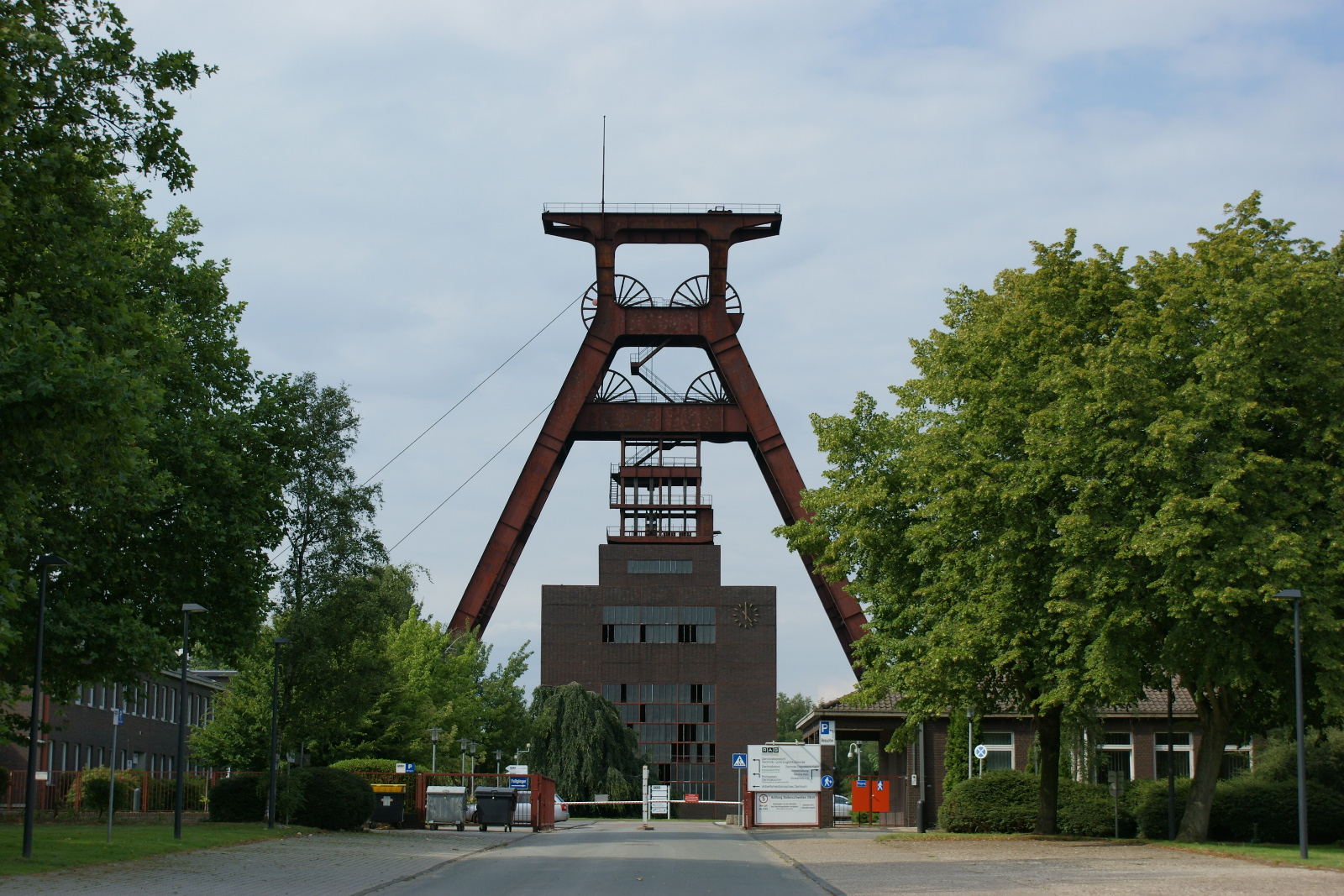
Schachtanlage Pluto-Wilhelm

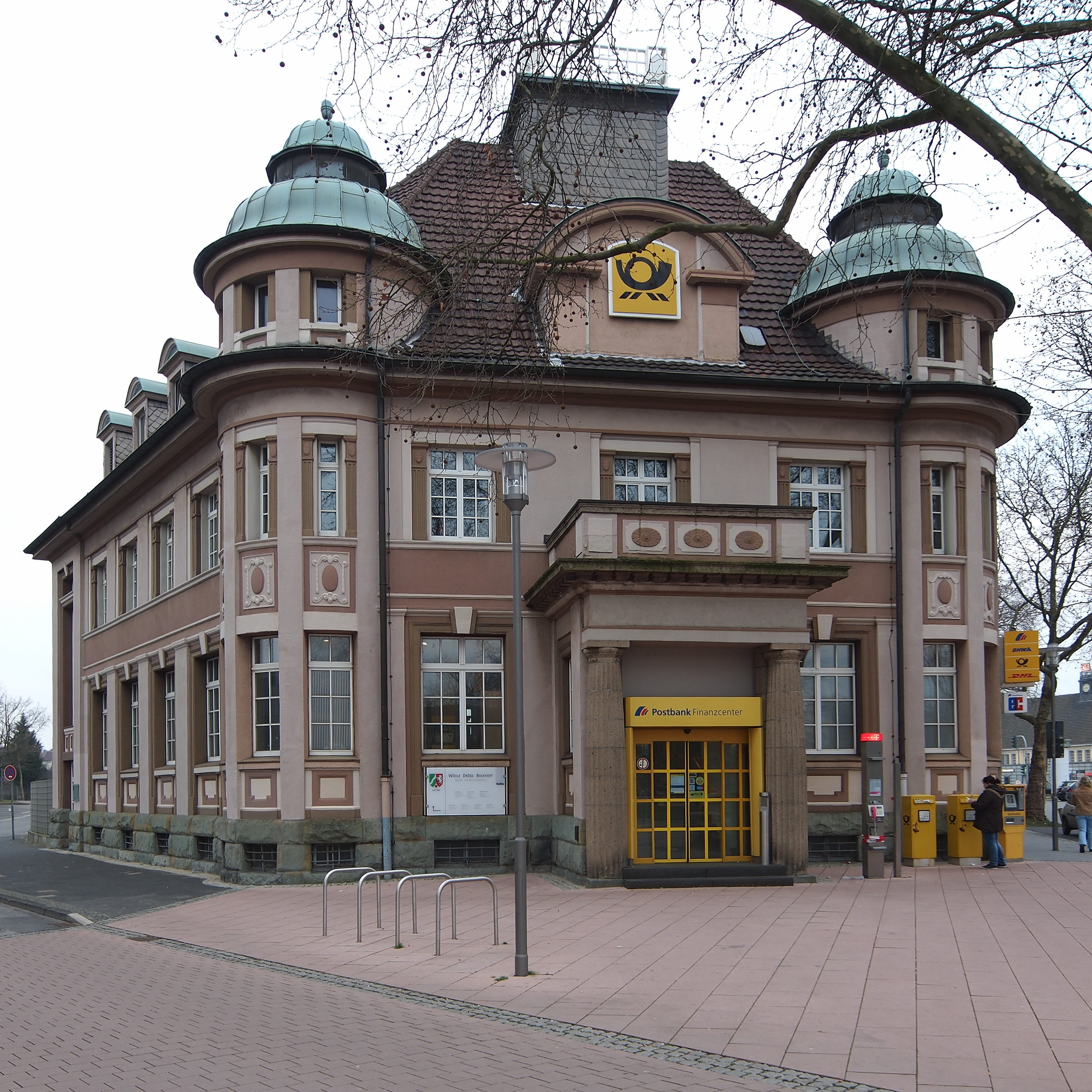
Hauptpost Wanne-Eickel

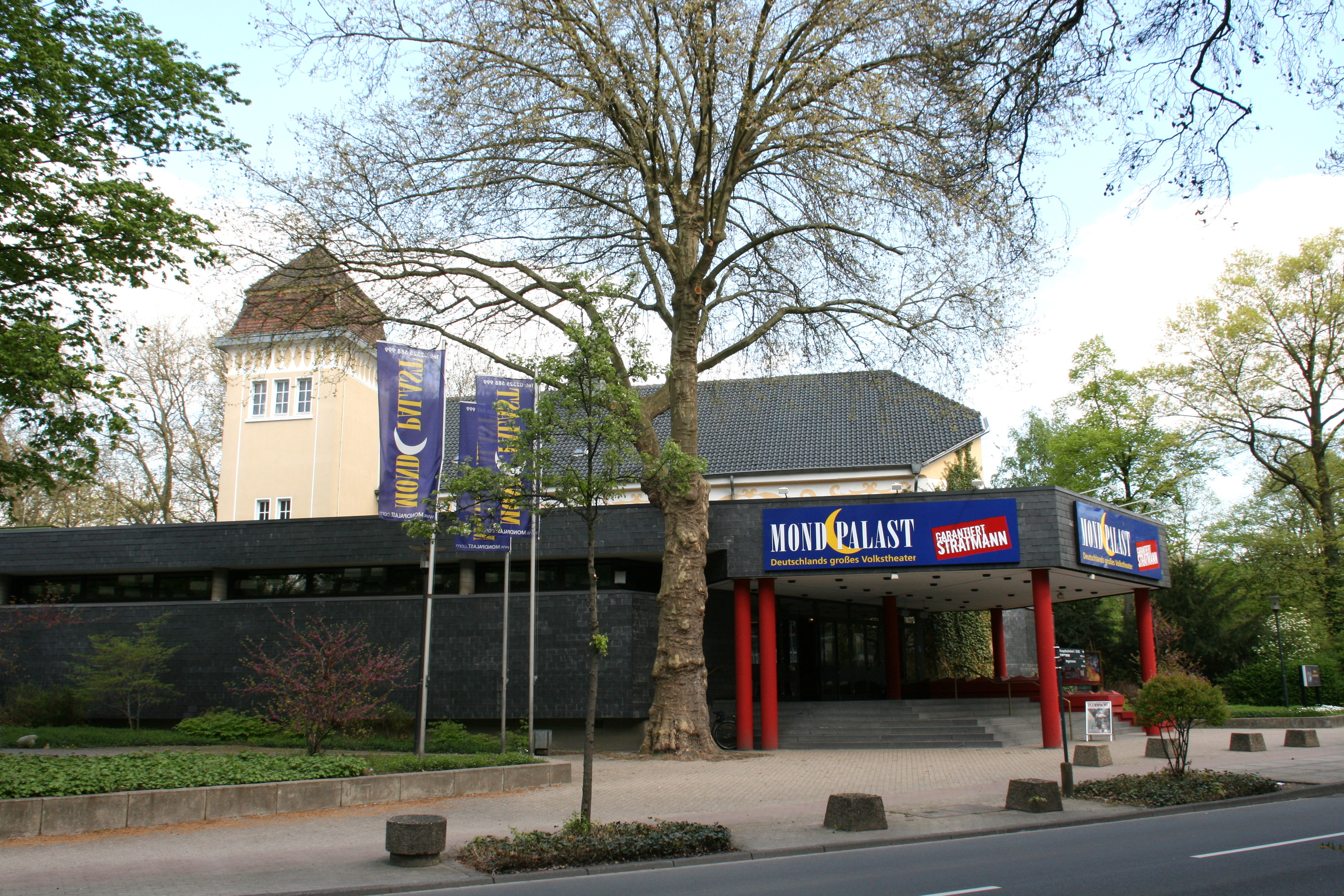
Mondpalast

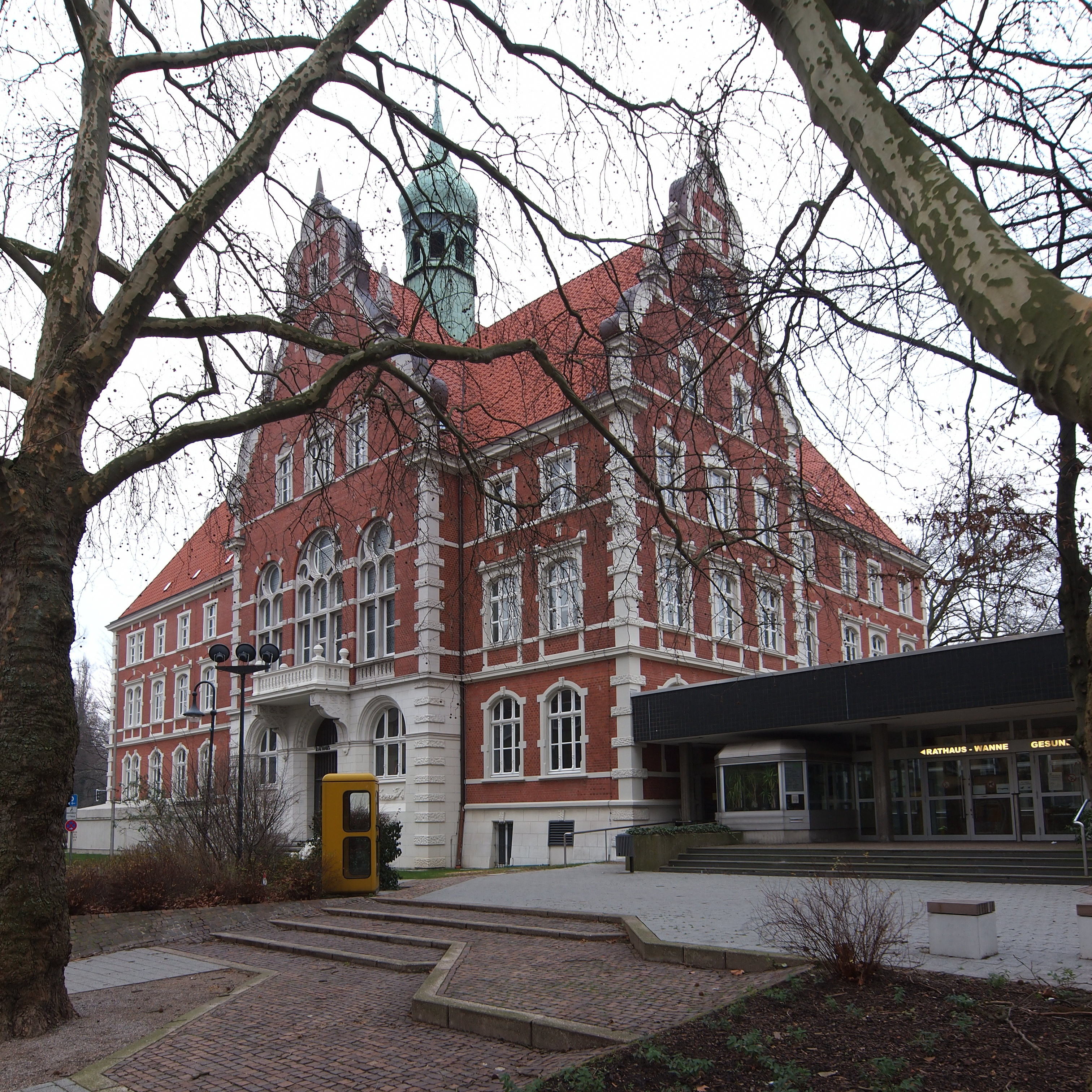
Rathaus Wanne-Eickel

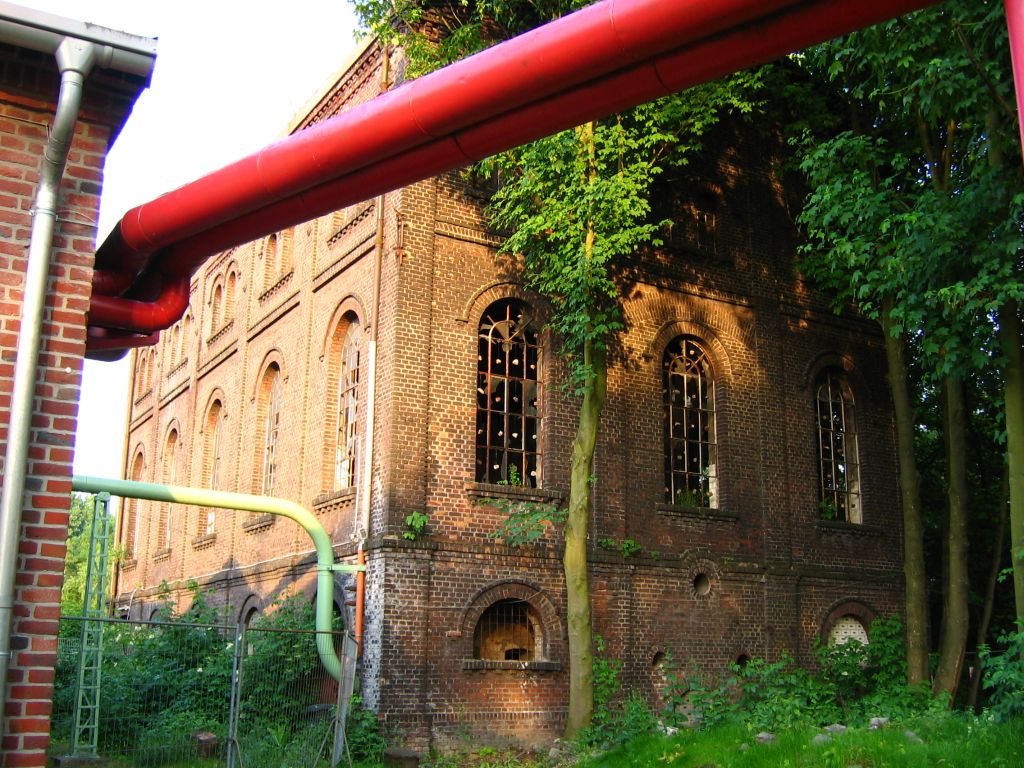
Künstlerzeche Unser Fritz

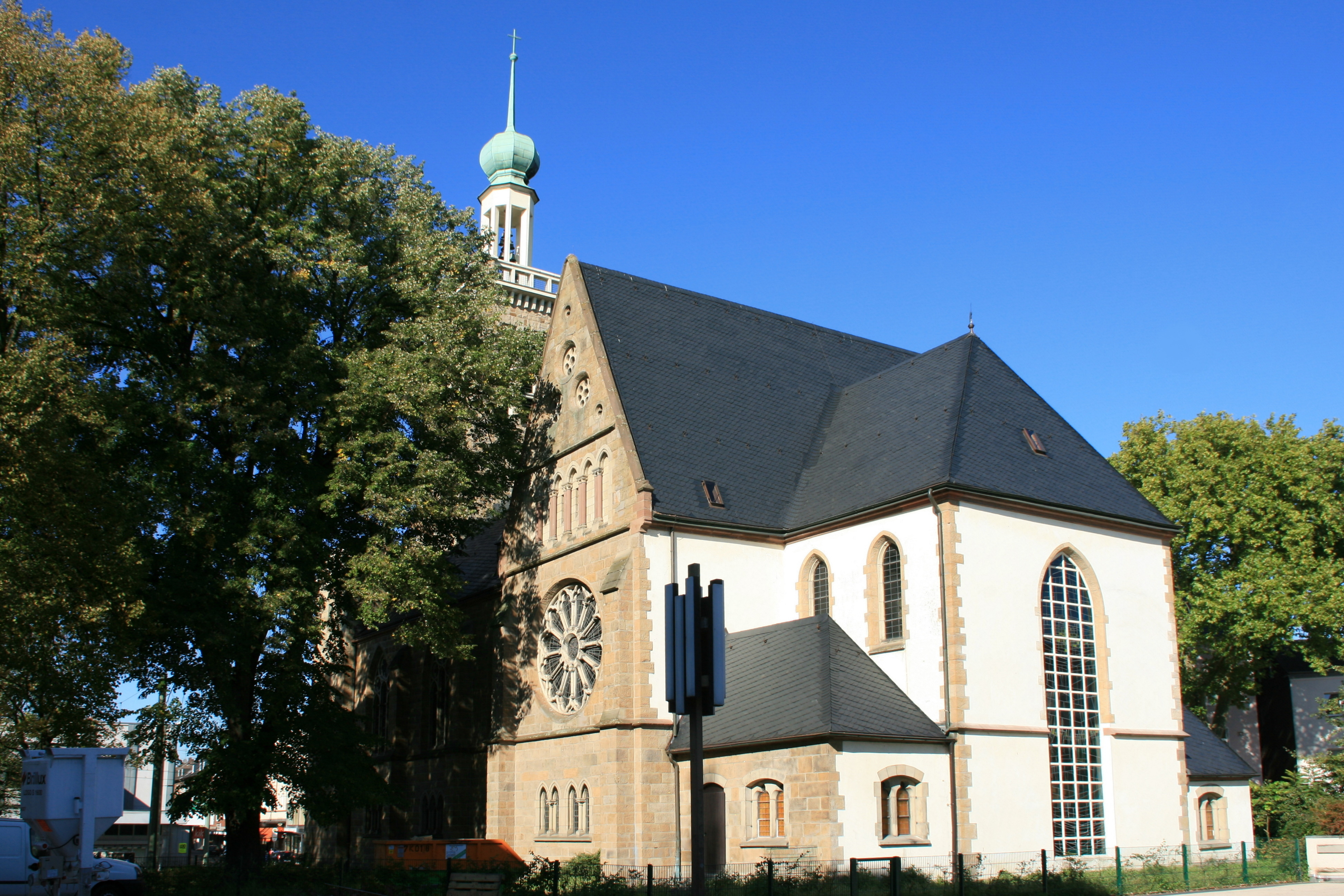
Ev. Johanneskirche

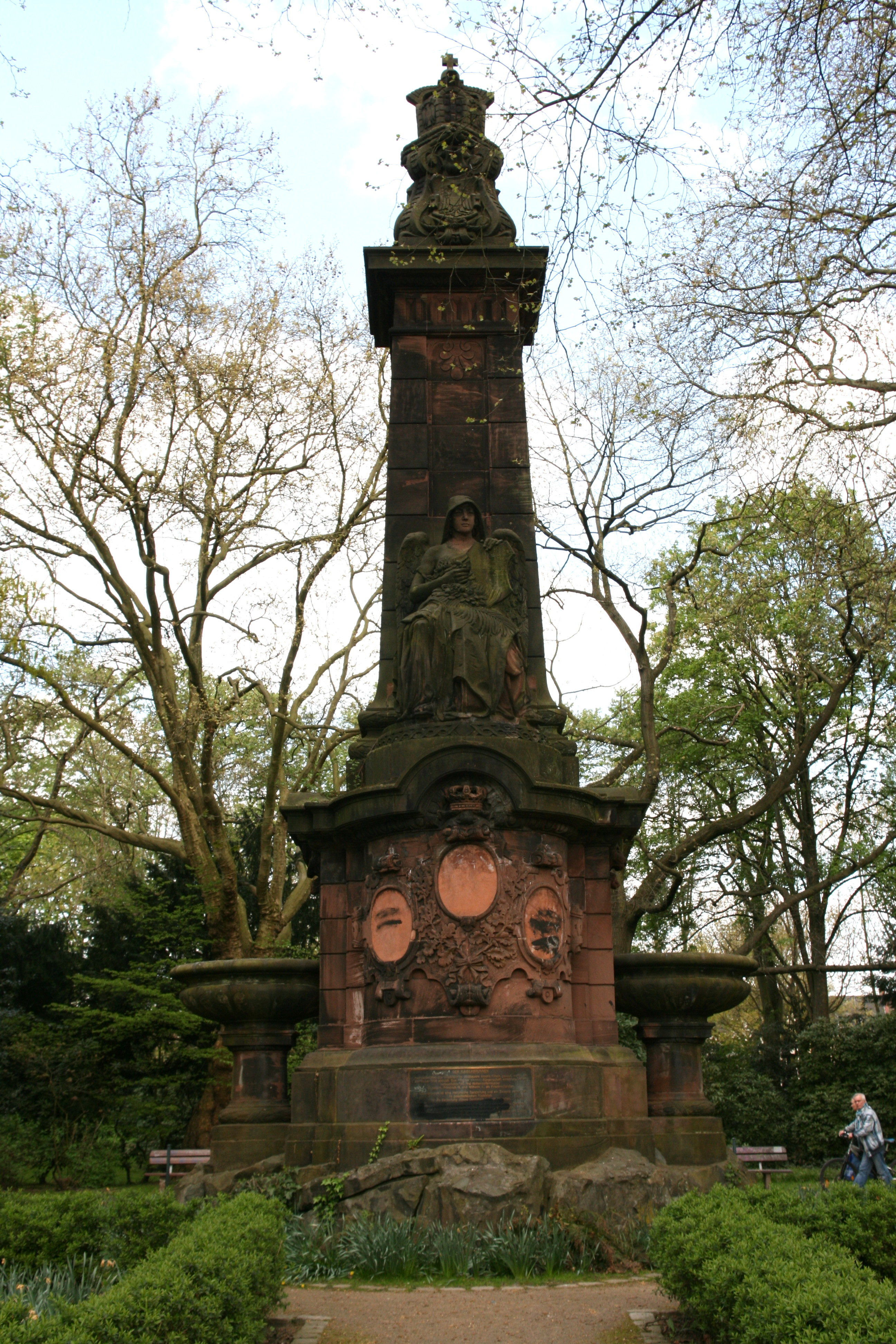
Kaiserbrunnen

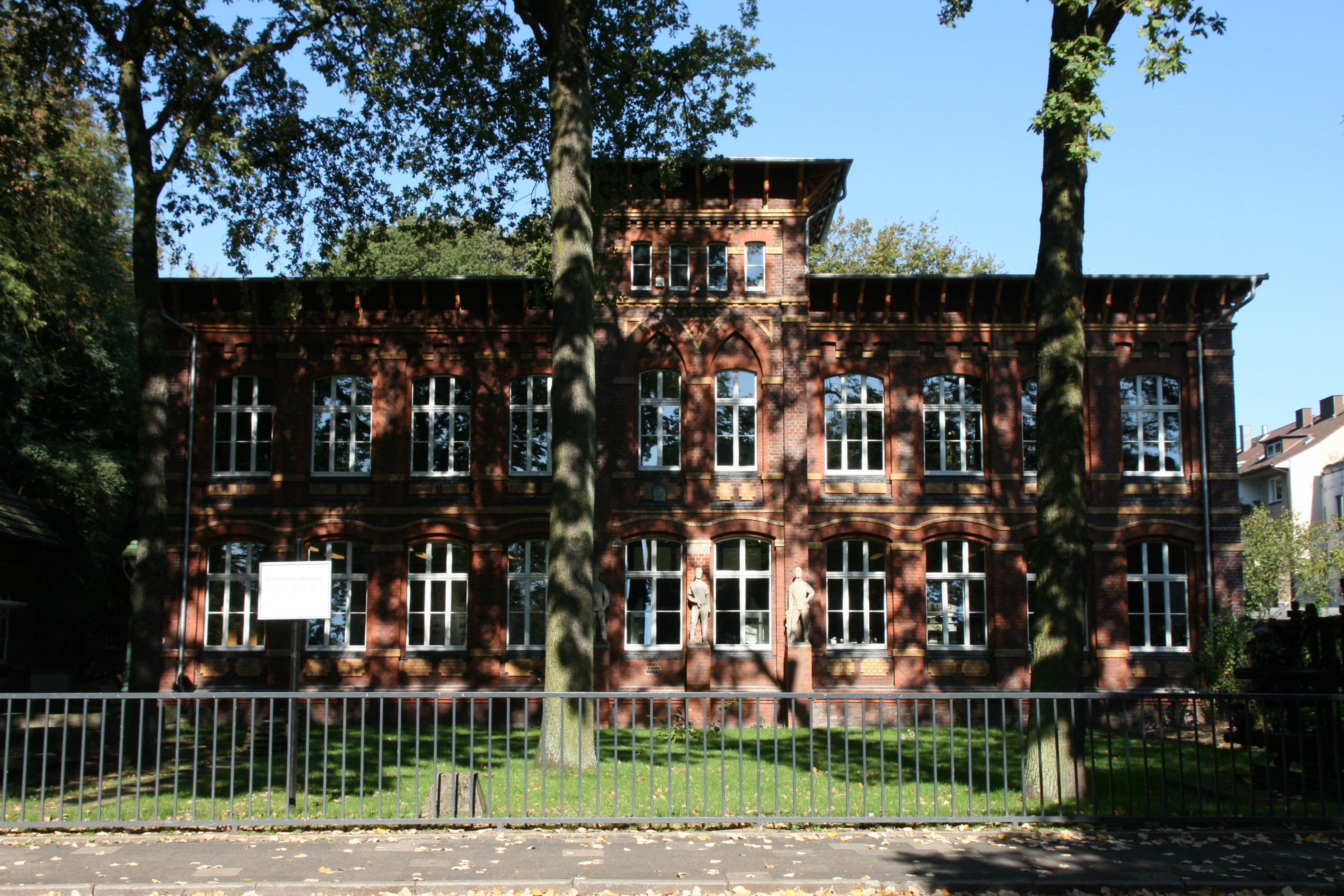
Naturkundemuseum

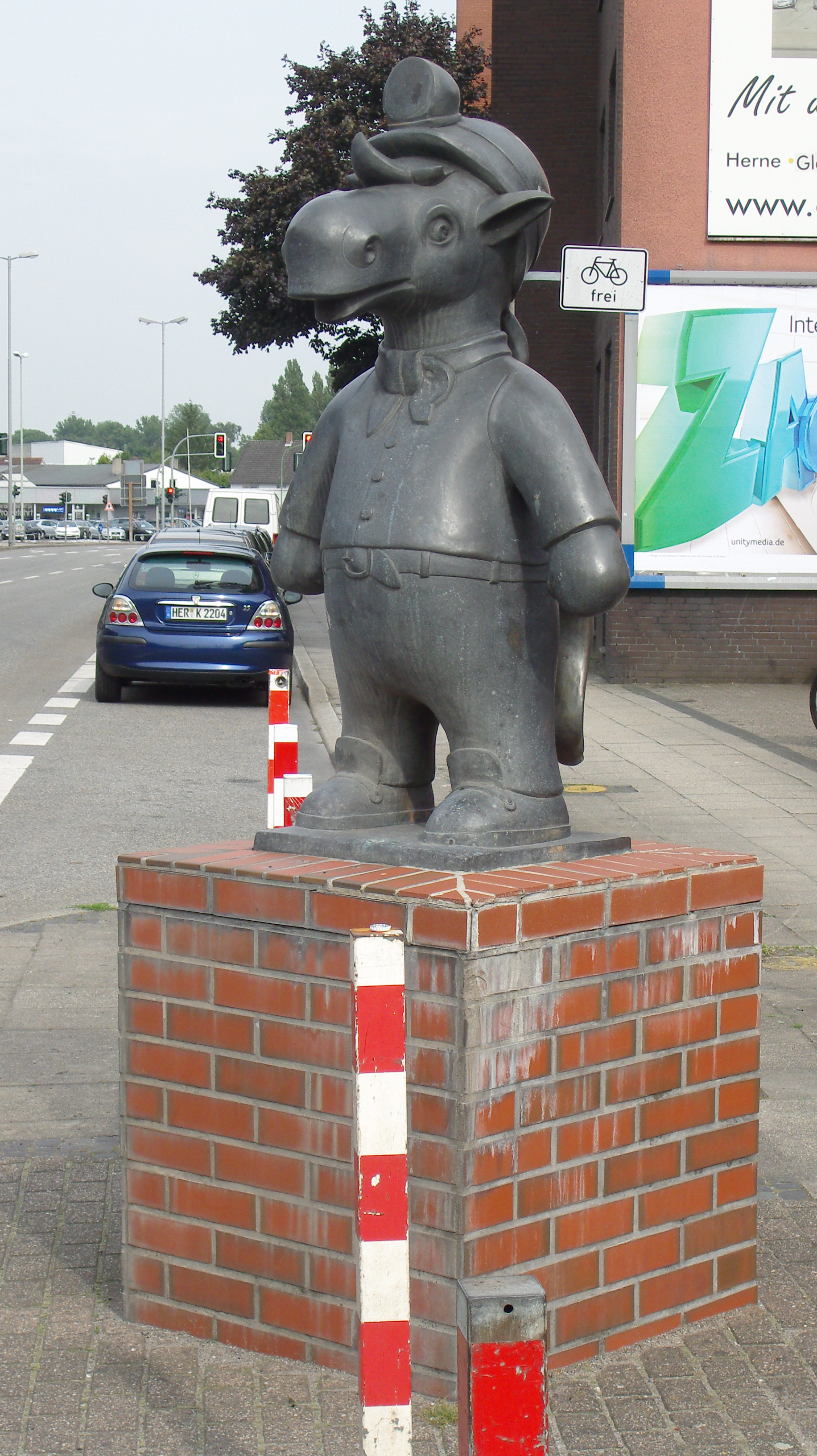
Fritzchen am Cranger Tor

- Fritzchen am Cranger Tor, Maskottchen der Kirmes
- Drei-Männer-Eck von Wilhelm Braun
- Emscherpferd
- Erzbahn-Radweg
- Fördergerüst der Zeche Pluto Wilhelm von Fritz Schupp (1953)
- Haus Crange
- Heimatmuseum Unser Fritz
- Künstlerzeche
- Hotel-Restaurant „Cranger Hof“ mit barocker Inneneinrichtung
- Ev. Johanneskirche (1896)
- Jüdischer Friedhof
- Kaisersaal
- Kath. Pfarrkirche St. Josef („Löwenkirche“) (1909)
- Kath. Pfarrkirche St. Laurentius (1884–1886/92)
- Ev. Lutherkirche (1907)
- Friedenskirche (1966) der örtlichen Ev.-Freikirchlichen Gemeinde
- Malakowturm der Zeche Unser Fritz (Schacht 1)
- Mondpalast, der frühere Saalbau (1911)
- Mozartstraße, die ehemalige Kaiserpassage (1905–1910)
- Hauptpost (1912–1914)
- Rathaus (1903–1904), bis 1926 Amtshaus des Amtes Wanne
- Siedlung Hannover (1864–1928)
- Sol- und Thermalbad Wilhelmsquelle (1921)
- Sparkasse mit angrenzender Wohnbebauung Roter Block (1926–1928)
- Stadtgarten mit Kaiserbrunnen (1898–1901)
- Waldfriedhof Herne
- Wanne-Eickel Hauptbahnhof (1913)

## Persönlichkeiten

### Söhne und Töchter der Stadt
- 1845, 19. Februar (in Crange), Friedrich Brockhoff, Pädagoge und Musiker († 8. März 1926 in Wanne)
- 1858, 19. März (in Eickel), Wilhelm Middeldorf, Ingenieur des Wasserbaus, Wegbereiter der Emscherregulierung († 24. August 1911 in Essen)
- 1865, 26. Juni (in Wanne), Paul Hein, Kaufmann, Bergwerks-Generaldirektor († 1945)
- 1878, 13. März (in Eickel), Hermann Schultz, Verwaltungsjurist, Landrat des Kreis Tecklenburg († 1953 in Osnabrück)
- 1881, 5. Oktober (in Wanne), Wilhelm Meisner, Ophthalmologe und Hochschullehrer († 2. Januar 1956 in München)
- 1887, 23. November (in Eickel), Heinrich Pette, Arzt und Neurologe († 2. Oktober 1964 in Meran)
- 1896, 1. Mai (in Bickern), Herbert Tengelmann, Jurist, Kaufmann und Industrieller († 22. Februar 1959)
- 1898, 9. September, August Stötzel, Bergmann, kommunistischer Widerstandskämpfer gegen den Nationalsozialismus, Häftling im KZ Buchenwald und Parteifunktionär (KPD/SED) († 17. August 1963 in Ost-Berlin)
- 1898, 14. Oktober, Friedrich Welskop, Jurist und Politiker (CDU), MdB, Stadtverordneter in Castrop-Rauxel († 20. Oktober 1977 in Castrop-Rauxel)
- 1901, 29. Januar (in Eickel), Karl-Friedrich Dörnemann, Politiker (NSDAP), MdL († nach 1966)
- 1901, 18. Juli (in Eickel), Joachim Beckmann, evangelischer Theologe und Präses der Evangelischen Kirche im Rheinland († 19. Januar 1987 in Haan)
- 1901, 18. Juli (in Holsterhausen), Stanisław Mikołajczyk, polnischer Exilpremierminister († 13. Dezember 1966 in Washington, D.C.)
- 1902, 30. Mai, Heinrich Demand, Politiker (SPD) († 16. April 1974)
- 1902, 27. September, Arthur Jopp, Schauspieler († 1. April 1990 in Ost-Berlin)
- 1902, 15. November (in Eickel), Otto Neuloh, Soziologe und Arbeitswissenschaftler († 7. April 1993 in Baden-Baden)
- 1903, 13. März (in Röhlinghausen), Willi Heitkamp, Landtagsabgeordneter († 16. November 1988)
- 1904, 11. Juli, Ernst Schütte, Politiker (SPD), MdL († 24. Oktober 1972 bei Antalya)
- 1904, 9. Oktober (in Röhlinghausen), Erich Püschel, Mediziner und Begründer der Medizinhistorischen Sammlung der Ruhr-Universität Bochum († 24. Juni 1991)
- 1906, 16. März (in Wanne), Erich Gottschalk, Fußballspieler († 21. August 1996)
- 1908, 28. Mai (in Eickel), Karl Jansen, Gewichtheber († 14. November 1961)
- 1909, 11. März, Otto Walpert, Politiker (SPD) († 11. März 1979)
- 1911, 25. August, Wilhelm Iwanski, Schriftsteller († 1. Februar 1985 in Iserlohn)
- 1912, 14. Februar, Alfred Möhlenbruch, Mediziner († 17. Februar 1973 in Hennef)
- 1912, 9. März (in Wanne), Werner Schäfer, Virologe († 25. April 2000 in Tübingen)
- 1913, 12. August (in Wanne), Edmund Schuitz, Künstler († 1992 in Herne)
- 1915, 27. Januar (in Eickel), Ernst Schröder, Schauspieler und Regisseur († 26. Juli 1994 in Berlin)
- 1916, 5. Januar, Paul Marziniak, Politiker (SPD) († 3. Oktober 1978)
- 1916, 14. August (in Röhlinghausen), Rudolf Witzig, Luftlandepionieroffizier der Wehrmacht († 3. Oktober 2001 in Oberschleißheim)
- 1917, 16. Mai (in Wanne), Ulrich Matschoss, Schauspieler († 1. Juli 2013 in der Lüneburger Heide)
- 1918, 15. Juli, Theodor Hockerts, Professor für Kinderheilkunde († 28. Juni 1992)
- 1919, 19. Mai (in Wanne), Hermann Eppenhoff, Fußballspieler (Schalke 04) und Trainer (Borussia Dortmund) († 10. April 1992 in Gelsenkirchen)
- 1921, 29. September (in Eickel), Georg Ehrich, Politiker (CDU), MdL († 14. April 1985)
- 1922, 10. April (in Eickel), Hans-Eugen Schulze, Richter am Bundesgerichtshof († 18. September 2013 in Karlsruhe)
- 1922, 29. Oktober, Rudolf Vierhaus, Professor, Direktor des Max-Planck-Institutes für Geschichte in Göttingen († 13. November 2011 in Berlin)

Ab hier Wanne-Eickel:
- 1926, 25. Juni, Günter Grandt, Fußballspieler in der Oberliga West für Westfalia Herne († 21. April 1995)
- 1926, 26. Juni, Heinrich Missalla, katholischer Theologe, Professor an der Universität Essen († 3. Oktober 2018)
- 1926, 4. Juli, Günter Korbmacher, Jurist und Richter am Bundesverwaltungsgericht († 26. Januar 2015 in Kleinmachnow)
- 1927, 14. Juni, Erich Kuß, Chemiker, Mediziner und Professor an der Ludwig-Maximilians-Universität München († 20. Oktober 2021 in Miesbach)
- 1927, 17. August, Jürgen Hohnholz, Germanist und Literaturwissenschaftler († 25. September 1980 in Florianópolis)
- 1928, 25. November, Günter Dworak, Maler und Grafiker († 12. Mai 2000 in Herne-Wanne)
- 1929, 16. Januar, Werner Kowalski, Professor an der Martin-Luther-Universität Halle-Wittenberg († 7. Januar 2010 in Halle (Saale))
- 1929, 5. Oktober, Ernst Zinn, Architekt, Regierungsbaudirektor und Denkmalpfleger († 11. Februar 2022 in Neuss)
- 1931, 27. Juli, Walter Kiwit, Oberkreisdirektor des Rhein-Sieg-Kreises
- 1931, 25. November, Werner Brenne, Politiker (SPD), MdL († 28. Juli 2010 in Brenne)
- 1932, 8. Januar, Heinz Kördell, Fußballspieler († 2. Oktober 2020)
- 1933, 20. Dezember, Helmut Hellwig, Politiker (SPD), Stadtverordneter der Stadt Wanne-Eickel, MdL († 7. Juni 2016 in Herne)
- 1934, 17. Januar, Werner Krause, Historiker und Archivar († 30. Juni 2014 in Bonn)
- 1935, 10. September, Kuno Gonschior, Künstler († 16. März 2010 in Bochum)
- 1935, 6. Dezember, Klaus Beckmann, Musikwissenschaftler, Kirchenmusiker und Hochschullehrer
- 1935, 8. Dezember, Karl Borutta, Fußballer († 29. April 2002 in München)
- 1937, 17. August, Udo Mlecek, Ingenieur und Leiter des Fernmeldetechnischen Zentralamtes († 1. Juni 2012 in Hannover)
- 1938, 18. Januar, Wolfgang Becker, Oberbürgermeister von Herne
- 1942, 25. Januar, Klaus Fiedler, evangelischer Theologe, Missionswissenschaftler, Missionshistoriker und Autor, lebt seit 1992 in Malawi
- 1943, 19. Mai, Heinz Lothar Grob, Professor an der Westfälischen Wilhelms-Universität Münster, Entwickler des VoFi
- 1945, 6. Februar, Heinz Stuy, niederländischer Nationalspieler und Ex-Torhüter von Ajax Amsterdam
- 1947, 18. Dezember, Frank Sichau, Landespolitiker (SPD) in Nordrhein-Westfalen
- 1947, 28. September, Gerd Bollmann, Politiker (SPD), MdB († 16. September 2017 in Herne)
- 1948, 4. August, Klaus Aktories, Mediziner und Pharmakologe
- 1949, 6. Januar, Josef Hackforth, deutscher Kommunikationswissenschaftler
- 1949, 17. Januar, Claus Matecki, Gewerkschafter und Mitglied des geschäftsführenden DGB-Bundesvorstandes
- 1949, 3. März, Friedrich Gerhard Klimmek, Kriminalromanautor und Rechtsanwalt
- 1950, 27. März, Claus Leggewie, Politikwissenschaftler, Leiter des Kulturwissenschaftlichen Instituts Essen
- 1951, 28. Juli, Peter Grzan, Künstler unter anderem der Künstlerzeche Unser Fritz († 15. Juli 2014 in Marburg)
- 1952, 26. Juni, Wolfgang Quickels, Fotograf und Journalist, († 8. Oktober 2014 in Herne)
- 1952, 30. Juli, Bernd Willmes, katholischer Theologe, Priester und Rektor der Theologischen Fakultät Fulda
- 1953, 28. Juli, Jürgen Bodeux, Linksextremist
- 1953, 14. Oktober, Willi Thomczyk, Schauspieler (Die Camper), Künstler
- 1954, 26. Januar, Wolfgang Berke, Journalist und Buchautor
- 1954, 5. November, Josef Niebecker, Heeresoffizier und Verteidigungsattaché
- 1955, Karl-Heinz Blomann, Musiker, Komponist und Produzent
- 1955, 4. März, Ingo Marmulla, Gitarrist
- 1955, 2. Oktober, Thomas Podella, evangelischer Theologe und Altorientalist
- 1955, 29. Oktober, Jürgen Grislawski, Maler und Bildhauer
- 1955, 2. Dezember, Achim Krämer, Jazzschlagzeuger
- 1956, 17. Juni, Horst Grabosch, Musiker im Bereich des Jazz und der Neuen Musik
- 1957, Gabriele Klein, Soziologin, Kultur- und Tanzwissenschaftlerin
- 1957, Gregor Zielinsky, Tonmeister
- 1957, 8. Februar, Berthold Damshäuser, Malaiologe und literarischer Übersetzer
- 1957, 25. Juni, Ingrid Fischbach, Politikerin (CDU), MdB
- 1958, 31. Januar, Bernd Baumann, Politiker (AfD), MdB
- 1958, 22. Juli, Peter Nottmeier, Schauspieler (Switch reloaded)
- 1958, 26. September, Rudi Cerne, Eiskunstläufer, Fernsehmoderator (Aktenzeichen XY … ungelöst)
- 1958, 14. November, Eckard Koltermann, Komponist
- 1959, Christian Eichler, Sportjournalist
- 1959, 29. August, Hartmut Kasper, Schriftsteller (Pseudonym: Wim Vandemaan)
- 1960, Iris Pigeot, Statistikerin
- 1960, 10. Januar, Claudia Losch, Leichtathletin
- 1960, 24. März, Ralf Regenbogen, Fußballspieler
- 1961, 1. März, Oliver Siebeck, Schauspieler und Synchronsprecher
- 1962, Karin Polenz, Künstlerin
- 1962, Der Telök, Comedy-Duo (Martin Fromme und Dirk Sollonsch)
- 1963, Jörg Uwe Sauer, Schriftsteller und Journalist
- 1963, 13. Juli, Michael Rüter, Staatssekretär in Niedersachsen
- 1966, 30. März, Gregor Willmes, Musikwissenschaftler, Musikschriftsteller und Kulturmanager
- 1966, 16. Dezember, Carsten Spohr, Ingenieur und Vorsitzender des Vorstandes der Deutsche Lufthansa AG
- 1967, 15. Mai, Andrea Jürgens, Schlagersängerin († 20. Juli 2017 in Recklinghausen)
- 1967, 24. Mai, Guido Silberbach, Fußballspieler und Trainer
- 1967, 16. November, Nicholas Bodeux, Schauspieler
- 1968, 27. Juni, Thorsten Kinhöfer, Fußballschiedsrichter
- 1972, 15. Mai, Clarissa Knorr, Schauspielerin und Sprecherin

### Persönlichkeiten, die vor Ort gewirkt haben
- Friedrich Winter (* 5. Februar 1853 in Gehringhausen; † 26. Februar 1913 in Wanne), Amtmann
- Ernst Tengelmann (* 14. Januar 1870 in Somborn; † 30. März 1954 in Essen), deutscher Unternehmer
- Friedrich Weiberg (* 16. Februar 1870 in Westhofen; † 16. Dezember 1946 in Bad Godesberg), Beigeordneter und Bürgermeister
- Karl Rüsewald (* 30. Mai 1880 in Neheim; † 4. Februar 1945), von 1909 bis 1940 Oberlehrer am Mädchengymnasium Wanne, 1932 und 1934 Leiter.
- Wilhelm Braun (* 7. Oktober 1880 in Uerdingen; † 2. Mai 1945 in Wanne-Eickel), Bildhauer und Gewerbelehrer
- Wilhelm Jacobi (* 1881; † 1962), Oberbürgermeister und Oberstadtdirektor von Wanne-Eickel
- Wilhelmine Steltmann (* 30. November 1881 in Breckerfeld; † 14. Februar 1956 in Wanne), Stadtverordnete und Schulleiterin
- Wilhelm Kiwit (* 31. Juli 1883 in Oberhausen; † 7. Dezember 1959 in Münster), Oberbürgermeister
- Gustav Sobottka (* 12. Juli 1886 in Turowe; † 6. März 1953 in Berlin), Mitglied des Preußischen Landtags
- Heinrich Günnewig (* 10. Februar 1889 in Bochum; † 7. August 1981 in Düsseldorf), Oberbürgermeister
- Franz Hruska (* 21. November 1888 in Dobrzan, Bezirk Mies, Böhmen; † 29. April 1977), Politiker (SPD), MdL und Stadtverordneter von Wanne-Eickel
- Fred Endrikat (* 7. Juni 1890 in Nakel an der Netze; † 12. August 1942 in München), Schriftsteller und Kabarettist
- Wilhelm Wulf (* 27. Dezember 1892 in Monkowarsk; † 17. Oktober 1960 in Essen), stellvertretender Oberbürgermeister
- Hans Mühle (* 11. April 1897 in Meinerdingen; † 25. Januar 1973 in Berlin), Geistlicher an der Johanneskirche (Eickel)
- Willi Henkelmann (* 25. Februar 1899 in Münster; † 2. Juli 1928 in Schleiz), Europameister im Motorradrennen (175 cm³)[19]
- Erich Meyer (* 15. März 1900 in Stettin; † 9. Mai 1968 in Wanne-Eickel), Politiker (MdB)
- Ludwig Steil (* 29. Oktober 1900 in Lüttringhausen; † 17. Januar 1945 in Dachau), evangelischer Pfarrer in Holsterhausen, Widerstandskämpfer und Märtyrer
- Heinz Rühmann (* 7. März 1902 in Essen; † 3. Oktober 1994 in Berg am Starnberger See), Schauspieler
- Anton Graf (* 1905; † 1979), Unternehmer und Gründer eines der größten Reisebusunternehmen Deutschlands
- Walter Neusel (* 25. November 1907 in Bochum; † 8. Oktober 1964 in Berlin), Schwergewichtsboxer, „Der Blonde Tiger“ von der Dorneburg
- Friedrich Wilhelm Schwing (* 1909; † 1992), Unternehmer und Gründer der Schwing GmbH, dem weltweit größten Betonpumpenhersteller
- Wilhelm Elbers (* 27. April 1913 in Günnigfeld; † 22. November 2000 in Herne), Oberstadtdirektor von 1947 bis 1959
- Fritz Panhorst (* 25. Oktober 1915 in Berlin; † 2. Mai 1971), Politiker (CDU), MdL und Bürgermeister von Wanne-Eickel
- Heinz Westphal (* 4. Juni 1924 in Berlin; † 30. Oktober 1998 in Bonn), Politiker (SPD), MdB des Wahlkreises Wanne-Eickel – Wattenscheid
- Elwin Schlebrowski (* 31. August 1925 in Klein-Kamionken; † 8. Februar 2000), Bergmann, Fußballspieler in Wanne-Eickel, beim BVB 09 und Nationalspieler
- Erhard Goldbach (* 25. Juni 1928; † 9. Mai 2004), genannt der „Ölkönig von Wanne“
- Bruno Unkhoff (* 25. Dezember 1931 in Gelsenkirchen; † 11. Dezember 2002 in Holzminden) Bildhauer.[20][21]
- Wolfgang Viehweger (* 10. März 1935 in Heinersdorf, Krs. Neisse, Oberschlesien; † 7. Mai 2021 in Herne), Schulleiter, Autor und Heimatforscher
- Gerd Pieper (* 28. August 1943 in Eutin; † 2. Juli 2024), Unternehmer
- Michael Prange (* 6. September 1968 in Gelsenkirchen), Chemiker, Archäometallurge und Materialwissenschaftler
- Rainer Schümann (* 1. Oktober 1977), Fußballspieler
- Dustin Bomheuer (* 17. April 1991 in Recklinghausen), Fußballspieler

## Kult um Wanne-Eickel

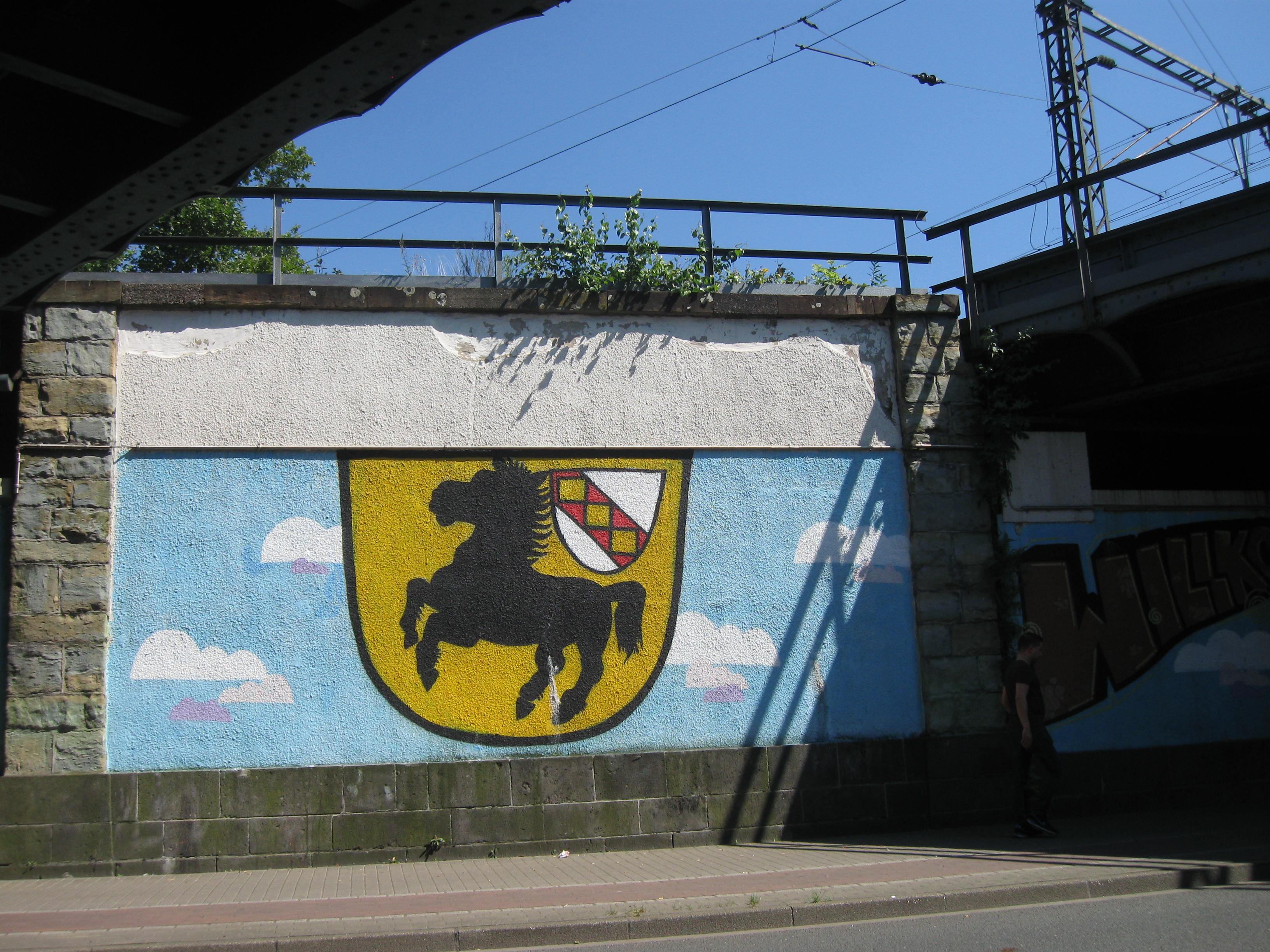
Lokalpatriotismus in Wanne-Eickel: das ehemalige Stadtwappen als Graffiti in der Eisenbahnunterführung der Wanner Hauptstraße

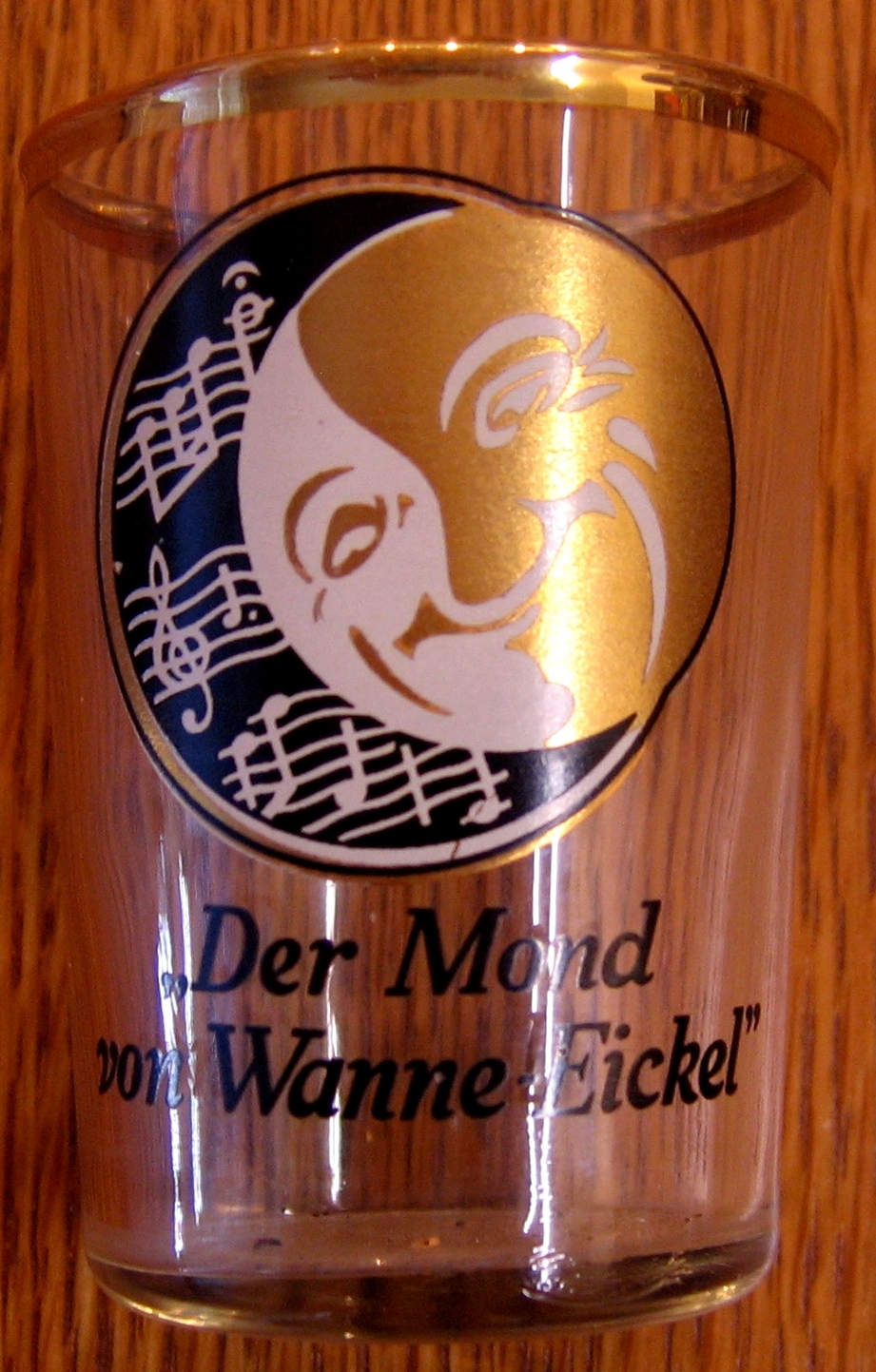
Der Mond von Wanne-Eickel, aus der Sammlung Stefan Musielak

Für lokalhistorisch Interessierte gibt es Vereine, die sich u. a. mit der örtlichen Geschichte beschäftigen.
Die Fangemeinde um die Stadt im Ruhrgebiet wächst in zunehmendem Maße, unter anderem wegen des Namens und der symbolischen Bedeutung. So fällt der Stadtname in folgenden amüsanten bzw. ironisierenden Zusammenhängen:
- Der Mond von Wanne-Eickel, ein Lied von Friedel Hensch und den Cyprys (1962).[22]
- Der Likör „Mond von Wanne-Eickel“ der Destillerie Eicker und Callen
- Die Kunstfigur Adolf Tegtmeier des Komikers Jürgen von Manger stammt aus Wanne-Eickel.
- Die Kunstfigur Else Stratmann der Autorin und Kabarettistin Elke Heidenreich kommt aus Wanne-Eickel, wo sie mit ihrem Gatten Willi eine Metzgerei betreibt.
- Der Fernsehfilm Aufforderung zum Tanz (1977) mit Marius Müller-Westernhagen wurde teilweise in Wanne-Eickel gedreht, Schauplätze waren u. a. der Güterbahnhof und das Hotel „Alt Crange“. In der bekannteren Fortsetzung Theo gegen den Rest der Welt (1980) ist Herne der Wohnort der Hauptfiguren.
- In der letzten Strophe von Anne Kaffeekanne (1984), einem der bekanntesten Kinderlieder von Fredrik Vahle, ist Wanne-Eickel die Endstation einer Weltreise.
- Die Freitag Nacht News stellten mit CSI: Wanne-Eickel eine Parodie der bekannten CSI-Serien dar.
- Im Lied Balu der Band Kettcar vergleicht der Protagonist seine Situation mit Wanne-Eickel. („Du bist New York City und ich bin Wanne-Eickel.“)
- Im Song Frau ich freu mich von BAP heißt es „un dä Mond vun Wanne-Eickel ess no wirklich nit dä Bringer!“
- Der Film Die Bademeister – Weiber, saufen, Leben retten mit Michael Herbig (Bully) und Hilmi Sözer spielt ebenfalls in Wanne-Eickel, hier allerdings im fiktiven Stadtteil „Cann“. Die einzige Szene des Films, die tatsächlich mit Wanne-Eickel zu tun hat, ist die Animation einer Motorradfahrt, bei der auf einem Stadtplan die Hauptstraße in Wanne-Süd zu sehen ist.
- Feuer, Eis & Dosenbier (2002), mit Axel Stein, Rick Kavanian und Eva Habermann in den Hauptrollen, handelt von zwei Wanne-Eickeler Zivildienstleistenden.
- Der Prinz von Wanne-Eickel (2006), ein Film mit u. a. Jürgen Drews.
- In seinem frühen Sketch Reisebericht Norwegen zieht Hape Kerkeling den folgenden Vergleich: „Amsterdam ist das Venedig des Nordens. Oslo hingegen ist das Wanne-Eickel Skandinaviens: Keiner weiß wo es liegt, und keiner will dort hin.“
- In Hape Kerkelings Ein Mann, ein Fjord! kommen die Hauptfiguren aus Wanne-Eickel.
- Das Internet-Satirewiki Stupidedia widmet Wanne-Eickel ein eigenes Königreich (VKWE = Vereinigtes Königreich Wanne-Eickel), welches zuletzt als Austragungsort (und späterer Sieger) für die WM-Parodie „Universumsmeisterschaft 2010“ in Erscheinung tritt.
- Die Punkrockband Brigade S aus Wanne-Eickel erwähnt diese Stadt in mehreren Liedern und hat ihr auch ein eigenes gewidmet.
- Die Serie Hans im Glück aus Herne 2, Ausstrahlung 1983 im ZDF, entstand hauptsächlich in Wanne-Eickel.
- Am 28. Februar 2012 sprach sich der Rat der Stadt Herne einstimmig für die Wiedereinführung des früheren Kennzeichens WAN aus. Damit soll das Traditionsbewusstsein in Wanne-Eickel und die Identifikation zur Heimatstadt gestärkt werden. Man wolle „ein Ausrufezeichen setzen“, etwa durch eine stärkere Nutzung der Marke Wanne-Eickel.[23] Damit können alle Herner Einwohner – unabhängig vom Wohnort innerhalb der Stadt – frei entscheiden, ob sie ein HER- oder WAN-Kennzeichen an ihrem Fahrzeug führen möchten.
- Die Dorstener Deutschrock-Band Vertikal widmete einer wohl fingierten Jacqueline aus Wanne-Eickel einen gut zweiminütigen Song, den die Band auf fast jedem Konzert zum Besten gibt.[24]

## Belege
1. ↑  Martin Bünermann, Heinz Köstering: Die Gemeinden und Kreise nach der kommunalen Gebietsreform in Nordrhein-Westfalen. Deutscher Gemeindeverlag, Köln 1975, ISBN 3-555-30092-X.
2. ↑  Neues altes Kennzeichen WAN ist Spitze im Ruhrgebiet. In: Westdeutsche Allgemeine Zeitung. Funke Mediengruppe, 27. März 2013, abgerufen am 10. September 2013.
3. ↑  Michael Flöer: Die Ortsnamen des Ennepe-Ruhr-Kreises, der Stadt Bochum und der Stadt Herne. Bielefeld 2020, S. 251 ff.
4. ↑  Erwin Roloff: Wanne-Eickel. Eine Stadt im Revier. Wanne-Eickel, 3. Auflage. 1971, S. 9.
5. ↑  Stephanie Reekers: Die Gebietsentwicklung der Kreise und Gemeinden Westfalens 1817–1967. Aschendorff, Münster (Westfalen) 1977, ISBN 3-402-05875-8.
6. ↑  Statistisches Bundesamt (Hrsg.): Historisches Gemeindeverzeichnis für die Bundesrepublik Deutschland. Namens-, Grenz- und Schlüsselnummernänderungen bei Gemeinden, Kreisen und Regierungsbezirken vom 27.5.1970 bis 31.12.1982. W. Kohlhammer, Stuttgart / Mainz 1983, ISBN 3-17-003263-1, S. 329 (Statistische Bibliothek des Bundes und der Länder [PDF; 41,1 MB]).
7. ↑  Berke: Das Buch zur Stadt (2007), S. 30f.
8. ↑  Wolfgang Berke: Hülsmann-Bier. Lieber eine Wanne Eickel als ein Glas Dortmunder. In: Wolfgang Berke: Das Buch zur Stadt Wanne-Eickel. Mythen, Kult, Rekorde: Eine Zeitreise durchs Herz des Ruhrgebiets. Klartext-Verlag, 5. Auflage, Essen 2007, ISBN 978-3-89861-122-0, S. 66–67.
9. ↑  Westermanns Monatsheft Atlas – Welt und Wirtschaft. Georg Westermann Verlag, Braunschweig 1958, S. 21.
10. ↑  Bahnstation Röhlinghausen auf wanne-eickel-historie.de, abgerufen am 2. Januar 2014
11. ↑  Bahnstation Hordel-Eickel auf wanne-eickel-historie.de, abgerufen am 2. Januar 2014
12. ↑  Stadt Herne: Straßen in Herne, Dorstener Straße, abgerufen am 11. März 2017
13. ↑  Die Eickeler Pferderennbahn – Löns Mühle, abgerufen am 2. Januar 2014
14. ↑  Herne – von Ackerstraße bis Zur-Nieden-Straße. Stadtgeschichte im Spiegel der Straßennamen, bearbeitet von Manfred Hildebrandt, Ralf Frensel, Jeannette Bodeux und Franz Heiserholt (= Veröffentlichungen des Stadtarchivs Herne), Herne 1997.
15. ↑  Karte von 1842 (Memento vom 15. Juli 2014 im Internet Archive)
16. ↑  Erich Kuss: Unsere Wanner Renne von um 1930 bis um 1940: mit nördlichem und südlichem "Auslauf", o. O. 2014 (Digitalisat, PDF 1,4 MB).
17. ↑  Homepage
18. ↑  Stadtstrukturatlas - Eine Information des Fachbereichs Stadtentwicklung. Herausgeber: Stadt Herne. https://www.herne.de/PDF/Stadtfakten/Statistik/Stadtstrukturatlas-2016.pdf
19. ↑  wanne-eickel.info: Willi Henkelmann: Der vergessene Europameister
20. ↑  Website Bruno Unkhoff (Memento vom 18. Juli 2011 im Internet Archive)
21. ↑  Bruno Unkhoff – der Bruno aus dem Monopol
22. ↑  http://www.songtextemania.com/der_mond_von_wanne_-_eickel_songtext_friedel_hensch_and_die_cyprys.html
23. ↑  'Rat der Stadt Herne will WAN-Kennzeichen für Wanne-Eickel'. Der Westen, Nachrichten aus Herne und Wanne-Eickel. Abgerufen am 22. April 2012.
24. ↑  Vertikal: Jaqueline aus Wanne-Eickel (live bei Punk im Pott 2017), auf der Website Backstagepro. Abgerufen am 21. Mai 2021.